# Тюрки
Тю́рки (тю́ркские народы, народы тю́ркской языково́й группы, тюркоязы́чные народы) — этноязыковая общность народов, говорящих на тюркских языках и имеющих тюркское происхождение.
Большинство тюрков — мусульмане, но также есть православные христиане (основная часть гагаузов, кумандинцев, чувашей, часть алтайцев, татар, хакасов и якутов), иудеи (караимы и крымчаки), буддисты (жёлтые уйгуры, часть саларов, тарбагатайские киргизы, тувинцы), бурханисты (алтайцы), тенгрианцы и шаманисты (долганы, телеуты, хакасы, шорцы, якуты).
Современные тюркоязычные народы широко распространены за пределами их исторического ареала, подавляющее их большинство проживает в Евразии, на территориях самых разных государств — от Центральной Азии (включая Китай) и Дальнего Востока России, и на запад — на Ближнем Востоке, Кавказе, в Восточной и Юго-Восточной Европе.
Тюркские меньшинства имеются также в государствах Западной Европы, Австралии, северной Африки.

Крупнейшая территория расселения — в России, а численность населения — в Турции. Глобализация и усиление интеграции с другими народами привели к их расселению и в других частях света — в Америке и Западной Европе.

## Происхождение этнонима
Первое известное упоминание этнонима türk (др.-тюрк: 𐱅𐰇𐰼𐰰 Türük или 𐰜𐰇𐰛 𐱅𐰇𐰼𐰰 Kök Türük или 𐱅𐰇𐰼𐰛 Türk; кит. 突厥, пиньинь: Tūjué; старотибетский: duruggu / durgu; ср.-кит.: tʰuot-küot; ср.-греч. Τούρκοις) относится к тюркам VI века. Первое упоминание этнонима тюрк встречается в китайских летописях и относится к 542 году. В европейских хрониках о тюрках впервые сообщают византийские историки Менандр и Феофан, когда тюркский каган Сильзибул в 568 году отправил посольство к Юстину II. В письме Бага-Ышбара хана к китайскому императору Вэнь-ди Бага-Ышбар описывается как «великий хан тюрков».
Версия, основанная на раннем анализе этнонима в начале XX века датским тюркологом и Президентом Датского Королевского научного общества Вильгельмом Томсеном, предполагает происхождение термина от слова «торук» или «турук», что с большинства тюркских языков можно перевести, как «стоящий прямо» или «крепкий», «устойчивый». Вместе с тем, видный советский тюрколог академик В. В. Бартольд подверг критике эту гипотезу Томсена и на основании детального анализа текстов тюркютов сделал вывод о более вероятном происхождении термина от слова туру (установленность, законность) и об обозначении так народа, находящегося под правлением тюркского кагана — туркім будуным, то есть, «управляемым мною народом».
По мнению А. Н. Кононова, как и ранее В. В. Бартольда, слово «тюрк» имеет первоначальное значение «сильный, крепкий». В то же время, говоря в 1982 году о термине-этнониме turk, он писал:
Слово тюрк(и) первоначально было политическим термином, возникшим из известного почти всем тюркским и монгольским языкам слова tiirkiin / torkin I turgiin / torgin и имевшим значение 'родители и родня жены’, 'дом и семья кровных родственников’. Этим термином первоначально обозначались члены высокородной семьи степной аристократии, составлявшей господствующий род племени ашина.
Слово türk на древнетюркском языке означает «достигший расцвета, могущества». С таким же смыслом встречается в древнетюркских памятниках: türk oγuz, türk sir, türk qιvçaq, türk Bilge qaγan. В Европе не называли печенегов или половцев турками: это слово — турки — широко употреблялось только для обозначения народа сельджукской и впоследствии Османской империи.
Возможно происхождение этнонима тюрк от иранского тур. Переход иранского тур в тюркское тюр (тÿр) закономерен фонетически, а также окончание -к в слове «тюрк» характерно для этнических наименований у иранцев и тюрков. 

## Антропология
Генетический анализ императрицы Ашины, внучки первого Кагана и основателя Первого Тюркского каганата Бумына, проведённый в 2023 году Сяомином Яном и соавторами, выявил почти исключительно древнее северо-восточноазиатское происхождение (97,7 %), что опровергает западно-евразийское происхождение и «гипотезы множественного происхождения» в пользу восточноазиатского происхождения тюрок и ханства Гёктюрк и соответствует китайским источникам, описывающих ее отца Мукан Кагана с ярко выраженными чертами восточно-азиатского антропологического типа.

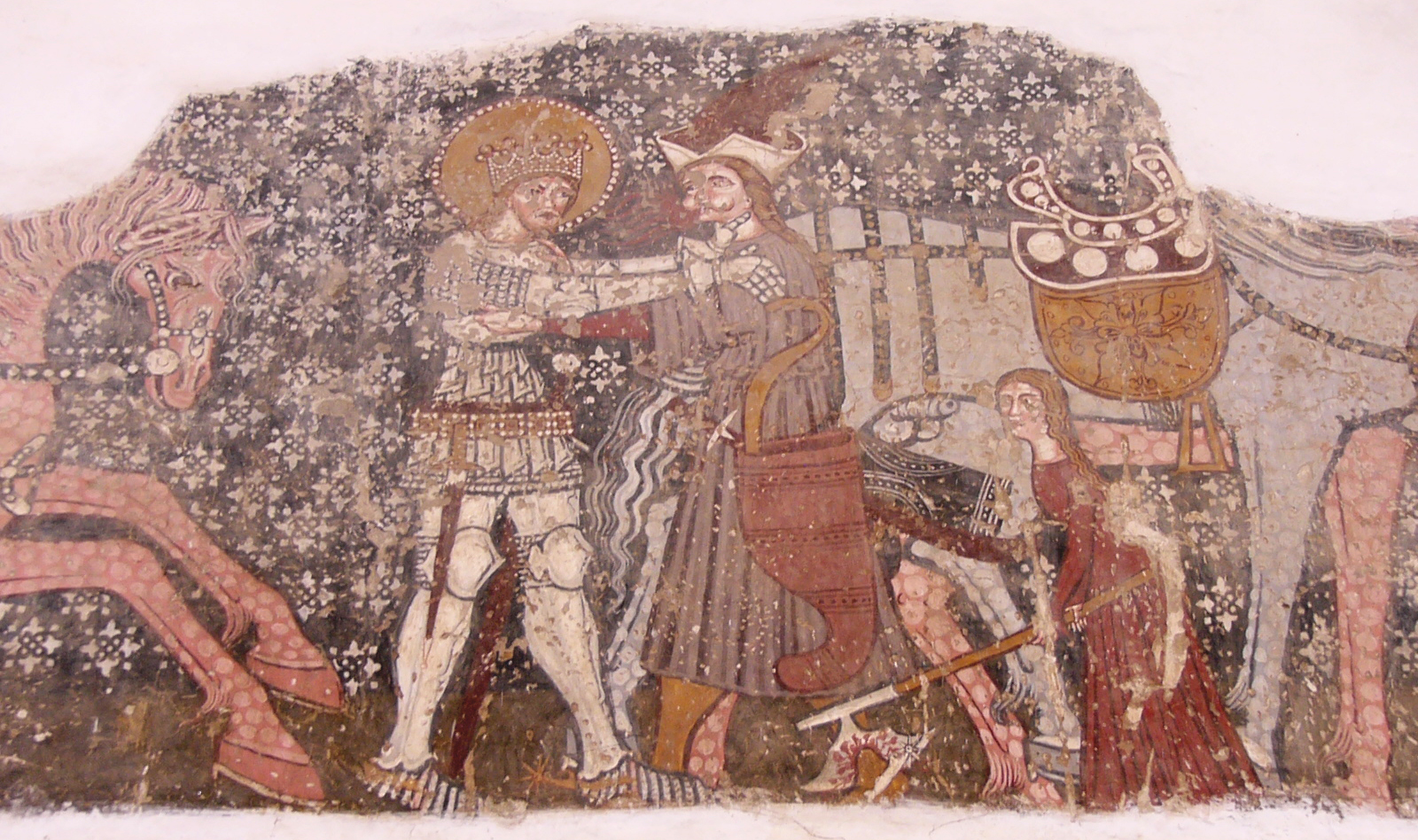
Слева — венгерский король Ладислав I, справа — куманский воин. Дарджу, Румыния

Население Западно-тюркского каганата было весьма разнородным. По мнению советских археологов, тюркюты, племя-гегемон, выделялись в нём ярко выраженными монголоидными признаками. Хотя М. И. Артамонов отмечал, что тюркютов в войске каганата было немного и главные силы состояли из представителей других подвластных кагану племён, среди которых выделяются «бреющие голову и носящие косы», которых он связывал с хазарами. По сообщению советского археолога С. А. Плетнёвой, все черепа из хазарских ямных могильников относятся к европеоидной расе, Л. Н. Гумилёв относил хазар к европеоидам дагестанского типа. Первоисточники отмечали черноволосость и смуглость хазар, их внешнее сходство с индийцами.
Другой автор[кто?] отмечает наличие в населении салтово-маяцкой культуры двух рас: «европеоидной и монголоидной. Монголоидные черты резче проявились в южных районах Хазарского каганата, в могильниках Нижнего Поволжья и Нижнего Дона».
В средневековье происходило расширение ареала тюркских языков. В Византийском государстве, располагавшемся на территориях, ныне занимаемых в том числе и Турецкой Республикой с тюркоязычным населением в качестве титульной нации, произошло завоевание и постепенная языковая ассимиляция (тюркизация) сельджуками византийцев, по физическому типу являвшихся европеоидами, равно как и население современной Турции. Расовский Д. А. приводит многочисленные средневековые свидетельства о том, что кыпчаки имели светлые черты.
Расовый тип современных тюркоязычных народов неоднороден, начиная от чистых монголоидов, заканчивая чистыми европеоидами. Значительная же часть современных тюрок относятся к смешанным расам, причём даже внутри одного этноса, например башкиры, татары и ногайцы. Казахи, киргизы, каракалпаки, ногайцы относятся к южносибирской расе, хакасы к уральской расе. Узбеки — европеоиды памиро-ферганской группы. Примесь монголоидности отмечается у узбеков Северного Хорезма. Туркмены — смесь южных европеоидов и монголоидов, с преобладанием первого типа. Монголоидные признаки преобладают среди тюркских народов у киргизского, казахского, якутского и тувинского народов. Азербайджанцев относят к каспийскому подтипу европеоидной расы. Из тюрок сюда же включают кумыков. Каспийский тип обычно рассматривают как разновидность индо-средиземноморской, индо-афганской или индо-памирской расы. Азербайджанцев и туркмен также относили к ориентальной расе (Фишер, 1923).

## Языки
Тюркские языки происходят от общего предка — пратюркского языка — и образуют диалектный континуум, границы которого не всегда можно определить. Это означает, что многие тюркские языки взаимопонятны.
Для тюркских языков характерно наличие гармонии гласных, агглютинативная морфология, порядок слов SOV и отсутствие грамматического рода.
Тюркские включаются некоторыми лингвистами в число алтайских языков вместе с монгольскими и тунгусо-маньчжурскими языками. Большинство учёных считают схожести между ними результатом взаимодействия между этими языковыми группами, другие рассматривают их как результат общего происхождения от гипотетического праалтайского языка.

## Этногенез ранних тюркских народов Центральной Азии
Первоначально тюркский этно- и глоттогенез, то есть формирование тюркских этносов и языков, охватывал обширную область Внутренней Азии и Южной Сибири, гораздо меньшую, однако, чем сложившийся затем исторически ареал расселения современных тюркских народов.
Этническая история прототюркского субстрата отмечена синтезом двух групп населения:
- сформировавшейся к западу от Волги, в III—II тыс. до н. э., в ходе многовековых миграций в восточном и южном направлениях, стала преобладающим населением Поволжья и Казахстана, Алтая и долины Верхнего Енисея. Этническая история этих племён связана с формированием индоевропейских языков и европеоидного расового типа.
- появившаяся в степях восточнее Енисея позднее, имела внутриазиатское происхождение. В их среде преобладали тюркские языки и монголоидный расовый тип[52].

По мнению профессора Иванова В. В., поддерживавшего теорию гипотетической алтайской надсемьи, алтайские языки распространились в Средней Азии приблизительно в одно время с индоевропейскими — уже к III—II тысячелетиям до н. э. Согласно крупнейшему советскому тюркологу А.Бернштаму, древнейший этногенез тюрков начался в начале III тыс. до н.э. и продолжался до начала новой эры. 
Согласно наиболее распространённому в современной науке взгляду, история взаимодействия и слияния обеих групп древнего населения насчитывает гораздо меньше — примерно 2−2,5 тысяч лет. Как бы то ни было, в ходе именно этого процесса осуществлялась этническая консолидация и сформировались близкородственные тюркоязычные этнические общности, из среды которых во II тыс. н. э. выделились современные тюркские народы России и сопредельных территорий.
Первооткрыватель древнехорезмийской цивилизации С. П. Толстов подчёркивает активное участие скифского массагетского субстрата в этногенезе тюрков Средней Азии, определяя туркменов как основных потомков тюркизированных массагетов, и отождествляя этноним «огуз» с древним массагетим племенем «аугас». В этногенезе огузов он отмечает участие, помимо аугасо-массагетских, также и гунно-эфталитских, тохаро-асских и финно-угорских племён. Согласно С.П.Толстову, на территории Средней Азии тюркские языки формировались еще в дохристианскую эпоху через взаимные контакты разноплеменного оседлого и кочевого (скифо-сарматского) населения степей и оазисов регионов Амударьи и Сырдарьи, а в языках саков, массагетов и парфян присутствали элементы, характерные для тюркских языков. 
Хунну же известный тюрколог С. Г. Кляшторный и синолог В. Таскин считали преимущественно тюркоязычными племенами.
О «скифском» и «хуннском» пластах в формировании древнетюркского культурного комплекса писал Д. Г. Савинов, согласно которому они «постепенно модернизируясь и взаимно проникая друг в друга, становились общим достоянием культуры многочисленных групп населения, вошедших в состав Тюркского каганата. Идеи преемственности древней и раннесредневековой культуры кочевников также нашли своё отражение в произведениях искусства и ритуальных сооружениях».
Кочевой тип государства в течение многих столетий был преобладающей формой организации власти в азиатских степях.
Полагают, что начальный этап тюркизации населения Средней Азии имел место в восточных областях, а именно в Семиречье в первой половине I тысячелетия н. э., когда хунны создали здесь владение Юэбань.
По одной из версий предками тюркских родов восточной части Центральной Азии были хунны.
Тюркская теория является на данный момент одной из самых популярных в мировом научном сообществе. В число сторонников тюркской теории происхождения хуннов входят Э. Паркер, Жан-Пьер Абель-Ремюза, Ю. Клапорт, Г. Рамстедт, Аннемари фон Габайн, О. Прицак и другие.
Китайские источники довольно тверды в утверждении, что тюрки были потомками хуннов. Это было написано с намерением указать скорее этническую, чем политическую преемственность. В секции о Юэбань в цзюане о Си Юй («Западном крае») в Бэйши, Юэбань названы северными хунну, язык их был такой, как у гаоцзюй, то есть тюркский (Бэйши, цзюань 97). «Гаоцзюй были прежде красными Ди, и речь их была такой, как у сюнну, но с небольшой разницей» (там же, цзюань 98). «Теле потомки сюнну» (там же, цзюань 99). «Тюрки, жившие справа от Западного озера, есть отдельная ветвь сюнну» (там же). В Таншу предполагаемое хуннское происхождение тюрок высказано вновь (Таншу, цзюань 215а). Уйгуры также названы племенем хуннского происхождения (там же, цзюань 217а).
Академик К. Шаниязов считал, что этническая история эфталитов была связана с тюркоязычными народами.
В середине VI века потомки хунну создали Тюркский Каганат, и начали называть себя «Небесными Тюрками» (*Gök Türkler). Также их называют «Kök Türkler» (Коренные Тюрки).
Сходство многих обычаев древних тюрок и хунну отмечены историками, однако вопрос о языковой принадлежности последних пока остаётся открытым. Хотя распространено мнение о тюркоязычности хуннов, но его сторонники не отрицают некоторых иранских заимствований. Подробное обоснование тюркской принадлежности даётся в книге А. В. Дыбо «Лингвистические контакты ранних тюрков» (ч.1, 2007). Некоторые учёные (Б. А. Серебреников) считают наследником хуннского языка чувашский (булгарский) язык. Прототюркский-чувашский язык является особо архаичным и содержит много слов с корнем «хун»: хунаща — тесть, хунама — тёща, хунать — множиться. Также известно, что хунны, как и булгары, были солнцепоклонниками, и во многих тюркских языках, в том числе в чувашском, солнце смотрит, а не светит.

## Древние тюркские народы Центральной Азии и её оазисов
Советский и казахстанский учёный Ю. Зуев считал усуней тюркоязычными и полагал, что они раньше всех тюркоязычных племён, начиная с II в., до н. э., переселились в Среднюю Азию.

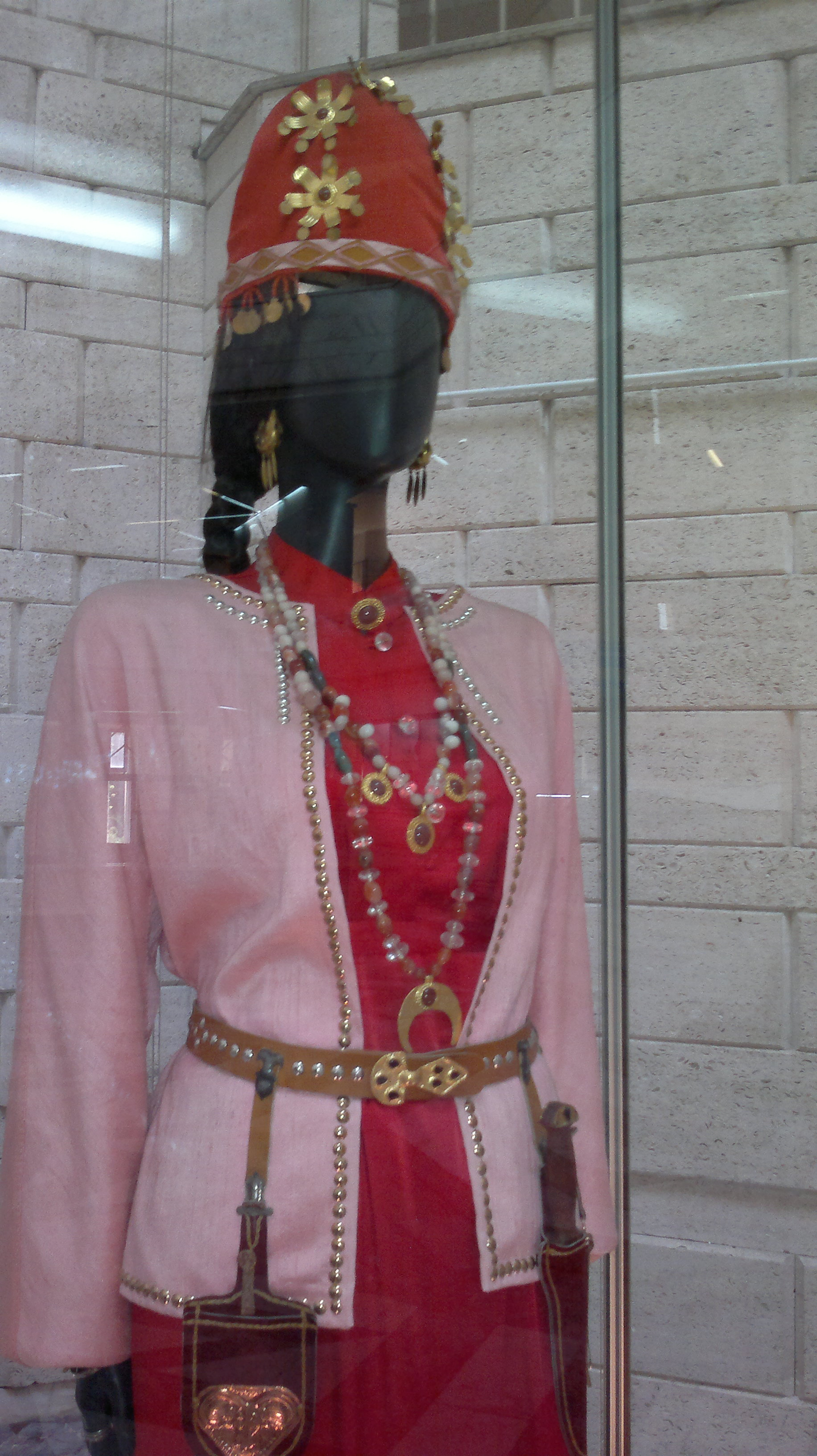
Одежда и украшения женщины государства Кангюй. II век до н. э. — IV век н. э. А. Н. Подушкина

Хорезмийский учёный Абу Рейхан Бируни в произведении «Памятники минувших поколений» приводит сведения о древних тюрках Хорезма: "Они (жители Хорезма) считали годы от начала заселения (своей страны), которое произошло за 980 лет до Александра, а потом стали считать годы от прихода в Хорезм Сиявуша, сына Кей-Хосрова и воцарения там Кей-Хосрова и его потомков, который переселился в Хорезм и распространил свою власть на царство тюрков. Это было 92 года (от начала) заселения Хорезма.
Некоторые исследователи считают, что древние кангары-кангюйцы, которые сформировались на основе группы сакских племён присырдарьинских районов, а в III веке до н. э. создали своё государство, были тюркоязычными.

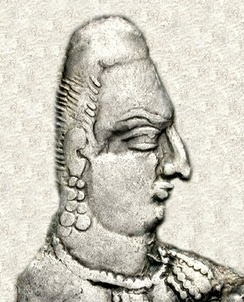
Хингила, правитель хуннов-алхонов в Бактрии, 440—490 гг. н. э.

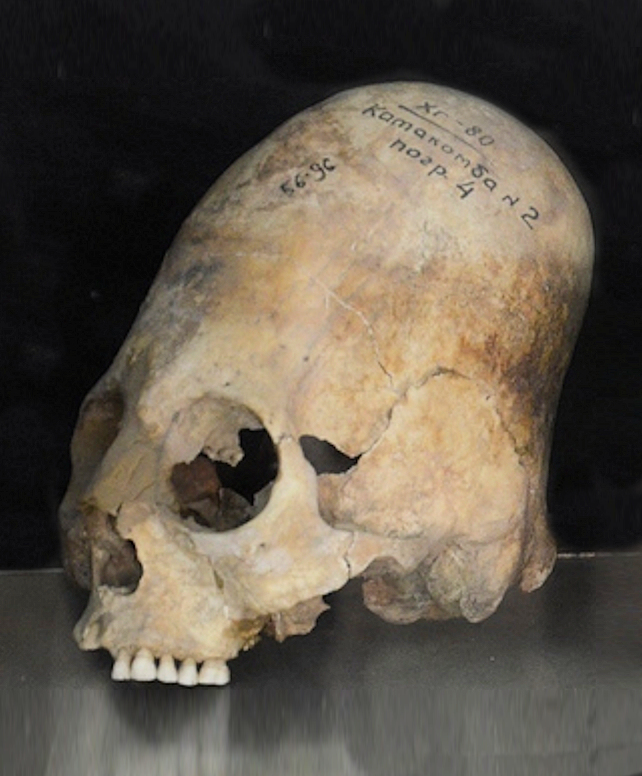
Череп с деформацией по обряду хуннов-алхонов из Самарканда, 600—700 гг.

Хиониты, жившие в Центральной Азии в III—IV веках были древним кочевым народом, конгломератом иранских и гунно-тюркских племён.
С III века нашей эры в Хорезме отмечены представители народа гуннов. Некоторые исследователи относят гуннский язык к тюркским.
Кидариты или Кидара-хуны, племена и династия, которая правила Бактрией, Южным Согдом и Южной Азией в IV—V вв. Кидариты принадлежали к конгломерату племён известных как хуны в Индии и Европе.
В V веке византийские историки называли их «кидаритские хунны или хунны, которые кидариты».
Кидариты мигрировали в Согд из Алтая в IV веке и сочетали в себе европеоидные и монголоидные признаки.
В 360—370 гг. образовалось кидаритское государство в Бактрии. Затем в 390—410 годах кидариты захватили северо-восточную Индию, где они заменили остатки кушан.
Тюркский компонент присутствовал в составе племён кидаритов в IV—V веках. На печати кидаритов, сделанной в V веке в Самарканде есть бактрийская надпись, содержащая титул правителя: «Оглар хун», тюркского происхождения.
Кидариты были разгромлены хуннами-алхонами, правителем которых в середине V века был Хингила.
Древним тюркским племенем были халаджи, которые в Раннем Средневековье проживали в степных районах Центральной Азии, а также в Тохаристане — современные территории южного Узбекистана, Таджикистана и северного Афганистана. Потомки части халаджей проживают в Халачском этрапе Лебапского велаята Туркменистана.
Карлуки были одним из древних тюркоязычных племён, которые в VI—VII веках упоминаются в среднеазиатских оазисах. В 766—840 годах карлуки создали каганат в Центральной Азии. Карлуки относились к европеоидному антропологическому типу. Масуди отмечал, указывая на карлуков, что они «наиболее красивые по виду, высокие ростом и приятные лицом». Карлуки сыграли большую роль в судьбе народов Центральной Азии, среди которых растворились в позднем средневековье, оставили целый ряд этнонимов и топонимов.
Древний тюркский этноним «кыргыз» часто встречается в разных частях обширного тюркского мира, в частности в древнекитайском источнике «Ши-цзи» Сыма Цянь упоминает о существовании в 201 году до н. э. владения Кыргыз (堅昆, Цзянькунь, Jiankun) в Восточном Туркестане к северу от хребта Боро-Хоро и к западу от пустыни Дзосотын-Элисун. Сведения о самостоятельном государстве древних кыргызов в северной части Восточного Тянь-Шаня в 56 году до н. э. упоминаются в письменных источниках древнекитайского историка Бань Гу.
О древнем народе именуемом «кыргыз», проживавшим в долине реки Енисей, писали китайские, арабские, персидские и тюркские источники. Енисейские кыргызы находились под властью Тюркского и Уйгурского каганатов. В VI веке распался Тюркский каганат, а после продолжительного противостояния енисейские кыргызы уничтожили в 840 году Уйгурский каганат и распространили свою власть на территорию от Иртыша до Амура. Кыргызский каганат был последним тюркским государством в монгольских степях пока в X веке их не вытеснили монголоязычные кидани.

## История
Одним из традиционных занятий тюрков было кочевое скотоводство, а также добыча и обработка железа.
На территории Среднеазиатского междуречья в раннем средневековье сформировалось оседлое и полукочевое тюркоязычное население, находившееся в тесном контакте с ираноязычным согдийским, хорезмийским и бактрийским населением. С VI века н. э. область в среднем течении Сырдарьи и реки Чу стала именоваться Туркестаном. По одной из версий, в основе топонима лежит этноним «тур», являвшийся общим племенным названием древних кочевых и полукочевых народов Центральной Азии.
В средневековой арабской литературе сохранились довольно многочисленные свидетельства о том, что среди древних тюрков были жители как степей, так и городов и крепостей. Они занимались скотоводством и земледелием, в том числе орошаемым: хлебопашеством, рыболовством, ремёслами, разводили сады, огороды и виноградники. В словаре тюркского языка Махмуда ал-Кашгари (XI век) содержится много слов тюркского происхождения, охватывающих практически все основные понятия земледельческого производства и виды продукции.
Согласно книге XI века «Диван лугат ат-турк» Махмуда ал-Кашгари:
«У киргиз, уйгур, кипчаков, ягма, чигил, огуз, тухси, уграк и жаруков, у них чистый тюркский единый язык, близки к нему наречия кимак и башкир. Самыми лёгкими является наречие огуз, самым правильным — наречия ягма, тухси и жителей долины рек Или, Иртыш, Атил. Самым красноречивым является наречие правителей земли Хаканийя и тех, кто с ними связан».
У древних тюрков имелась высокоразвитая железная металлургия. Жили они в войлочных юртах или деревянных наземных жилищах, построенных по пазовой технике или в виде срубов.

## Тюркский каганати тюркское население
В 552—745 в Центральной Азии существовал Тюркский каганат, который в 603 году распался на две части: Восточный и Западный каганаты. В состав Западного каганата (603—658) вошла территория Средней Азии, степи современного Казахстана и Восточный Туркестан. Восточный каганат включил в свой состав современные территории Монголии, северного Китая и южную Сибирь. В 658 году Западный каганат пал под ударами восточных тюрок и танского Китая.
Тюрки раннего средневековья формировались в среде смешанных европеоидно-монголоидных форм, поэтому при своем расселении на запад они несли, не только монголоидные признаки, но и брахикранный европеоидный комплекс.
Второй Восточно-тюркский каганат — средневековое древнетюркское государство существовало на территории Монголии в 682—744 с центром в Отюкене на берегу реки Орхон. Основатель государства — Бильге-Кутлуг-каган объединил тюркские племена и в результате упорной борьбы с Китаем (Танской империей) возродил Восточно-Тюркский каганат. Бильге-Кутлуг принял титул Эльтериш-кагана.

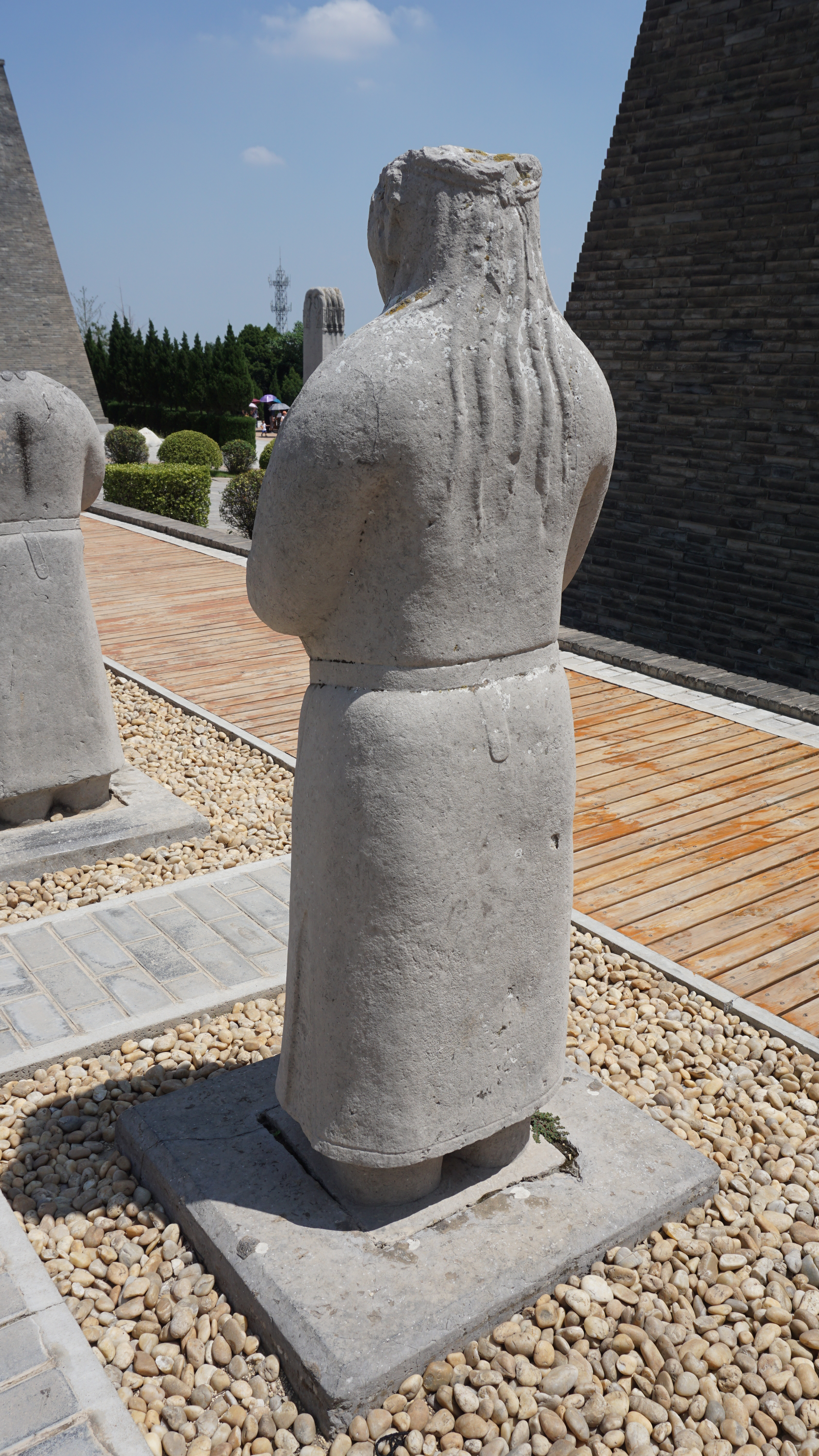
Статуя западнотюркского кагана, 705 г.

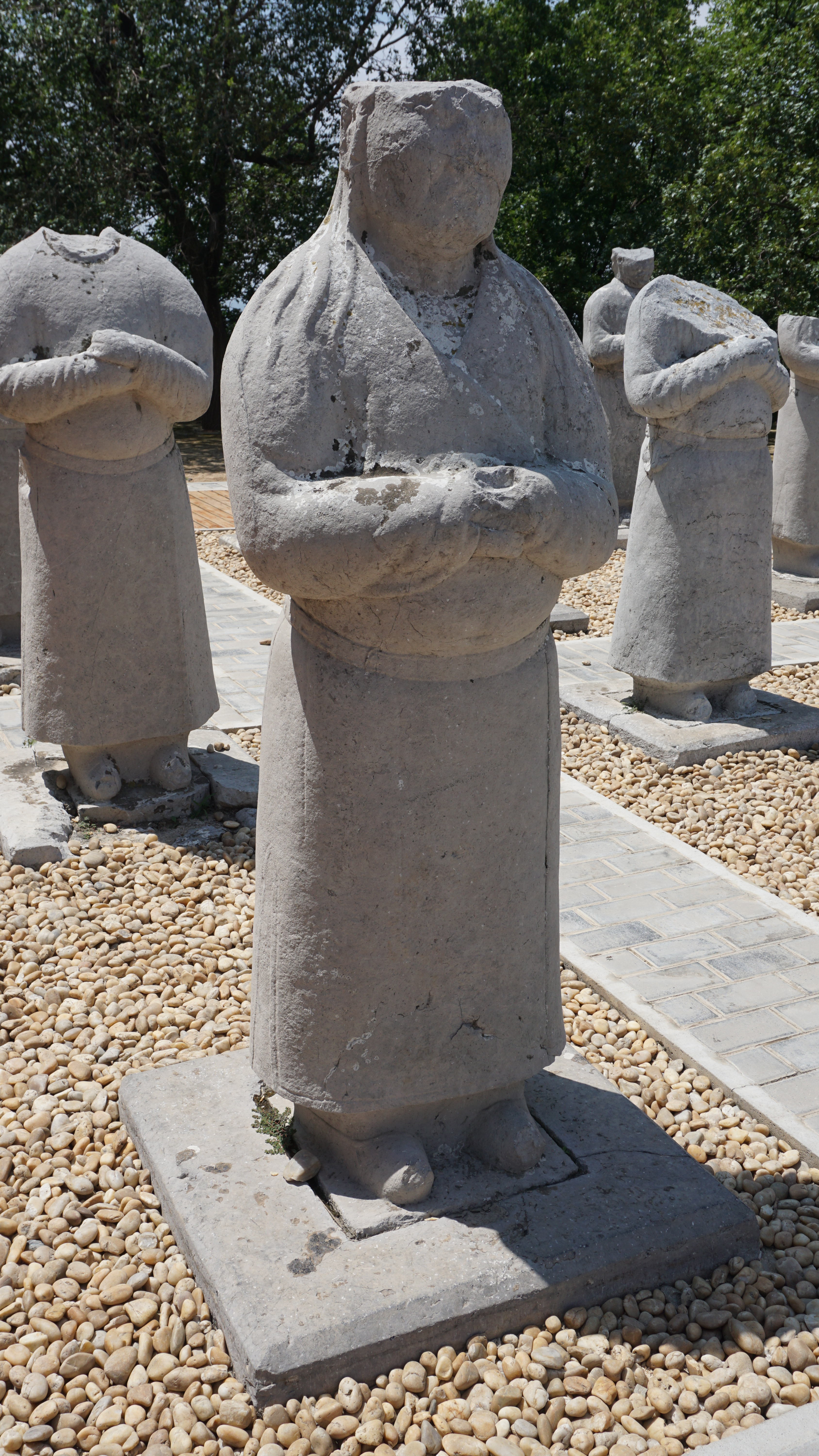
Статуя западнотюркского кагана, 705 г.

В 2000—2001 годах монгольский археолог Д. Баяр руководил археологическими раскопками комплекса памятников Бильге кагану, и им были сделаны сенсационные открытия для тюркской археологии: был найден клад, содержащий золотую корону Бильге кагана, серебряные посуды, вещи и другие ценности (всего 2800).

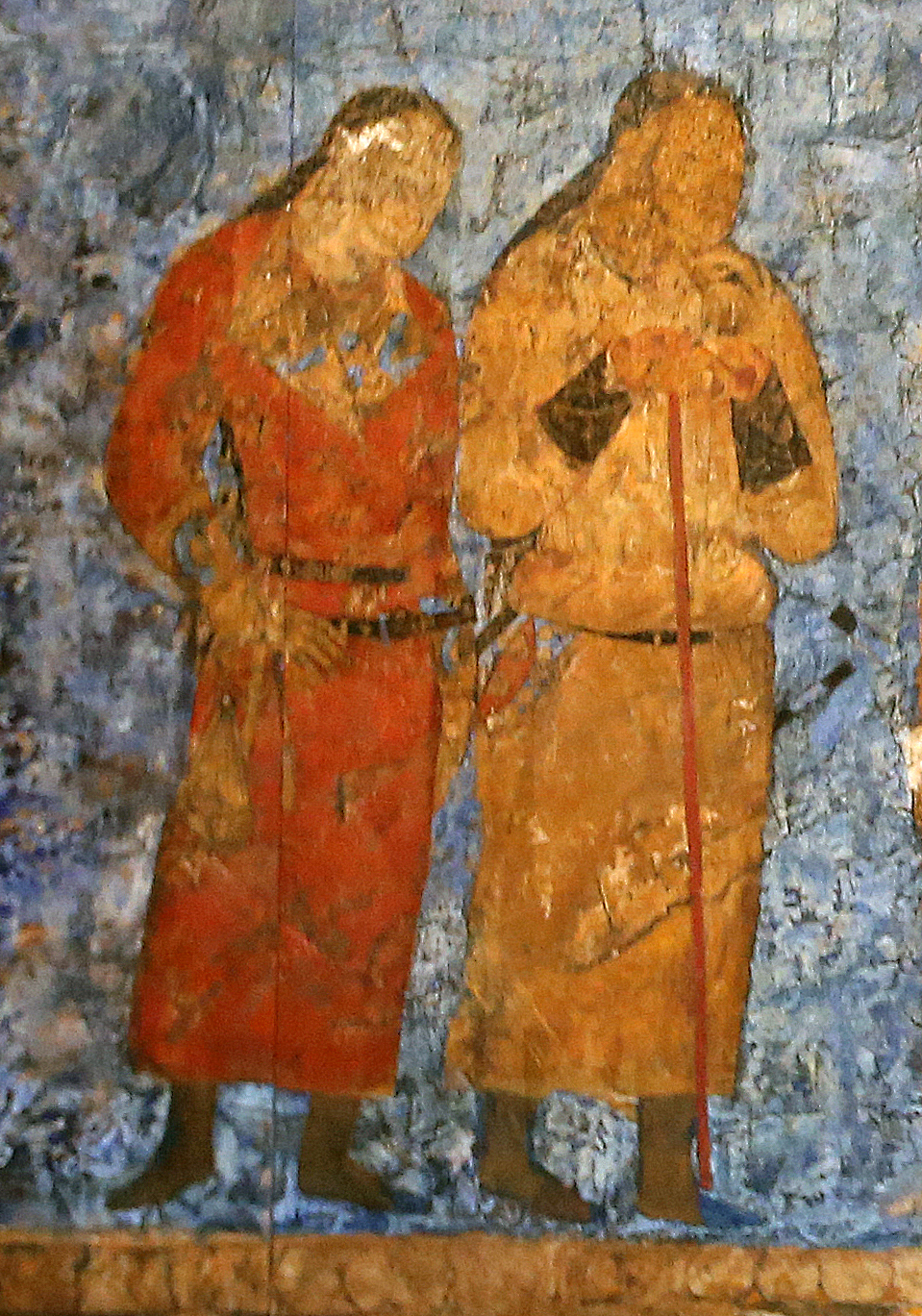
Тюркские чиновники в живописи Афрасиаба, Самарканд, 650 год

На территории современной Монголии существовал столичный древнетюркский город Каракум-балык (682 год).
Сведения о правлении тюрок в этнополитической истории оазисов Средней Азии относятся к 580-м годам. Известно, что в 587 году Кара Чурин Янг Соух тегин был утверждён владетелем Бухарского оазиса. После него Бухарой в 589—603 годах правил его сын Нили каган, а позже его сын Басы тегин. Тюркские правители Бухарского оазиса в середине VIII века выпускали тюрко-согдийские монеты с надписью «владыки хакана деньга». Известным правителем согдийского Пенджикента в VII—VIII веках был тюрок Чекин Чур Бильге. Здесь же был обнаружен фрагмент черновика письма на согдийском языке, в тексте которого есть тюркское имя Туркаш, что говорит о популярности антропонима тюргеш, который был и этнонимом.
В согдийских хозяйственных документах начала VIII века упоминаются представители тюркских племён, например, туркмены.
В. А. Лившиц предполагал, что имя самаркандского ихшида начала VIII века Тархуна было тюркским (тогда как О. И. Смирнова, основываясь на идентичности родовых знаков на дошедших до нас монетах ихшидов, а также на свидетельствах трёх китайских хроник той эпохи, предполагает сохранение преемственности самаркандской династии, происходящей из юэчжей,). По более новым сведениям, царь Согда Гурек имел тюркские корни. Из его родословной следует, что его сын носил тюркские имя Баничур или Йаначур, а его внук — тюркское имя Тархун. Внук последнего носил тюркское имя Туркаш Таки.

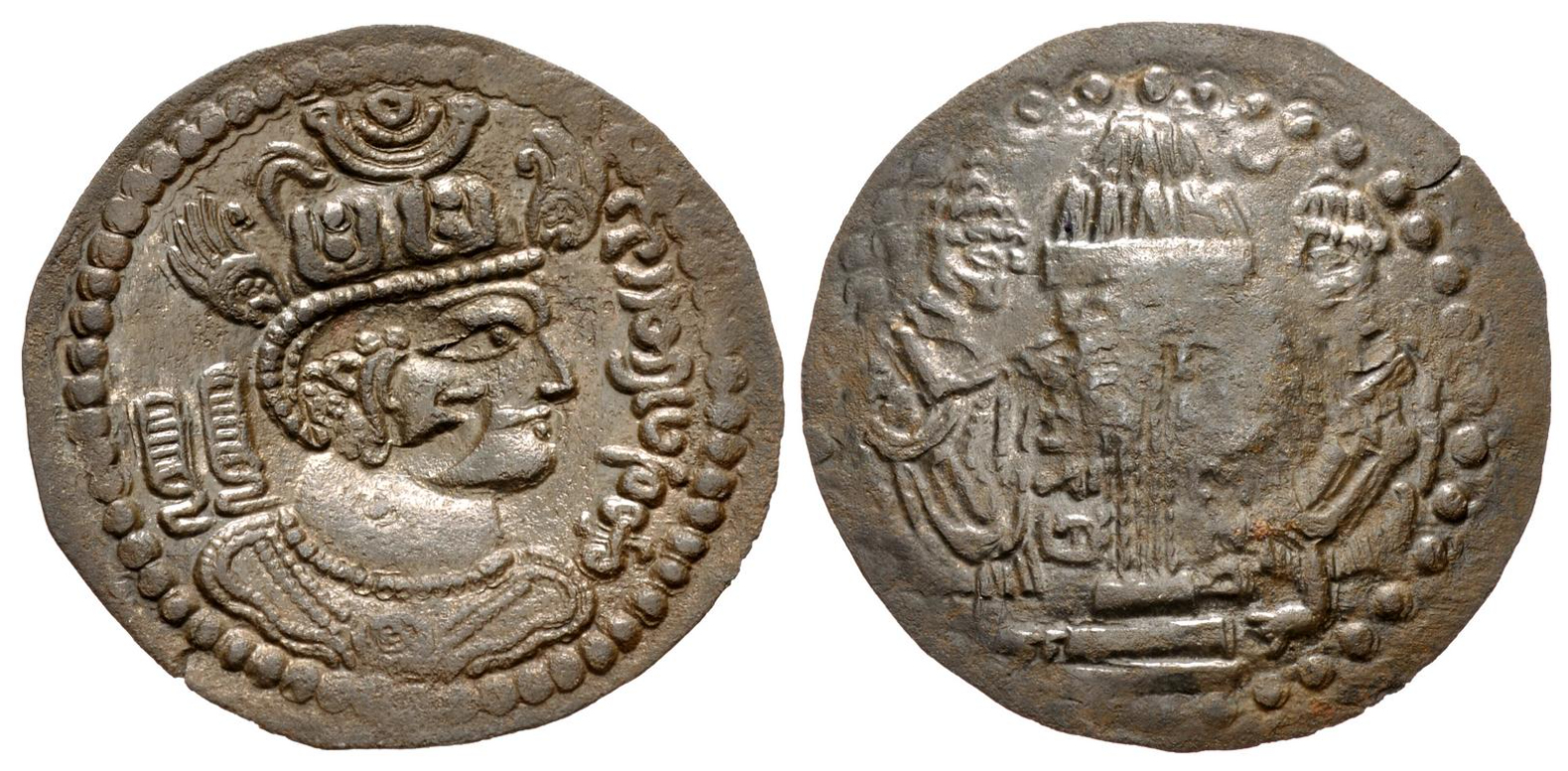
Монета западных тюрков. Шахи тегин. После 679 года, Бактрия

Среди согдийских документов начала VIII века на территории Согда был обнаружен документ на тюркском языке, написанный руническим алфавитом. На территории оазисов Средней Азии и Ферганской долины обнаружено более 25 рунических надписей на древнетюркском языке, что говорит о наличии у местного тюркского населения в VII—VIII веках своей письменной традиции.
В начале VII века (603 год) Тюркский каганат в результате междоусобных войн и войн со своими соседями распался на Западный и Восточный каганаты. В западный каганат вошли Казахстан, Средняя Азия, Северный Кавказ, Крым, Урал и Поволжье. Этнополитическим ядром каганата стали «десять племён» (он ок будун) К востоку от реки Чу выделились пять племён дулу, а к западу от неё — пять племён нушиби..
Этническим ядром Западно-тюркского каганата стали «10 племён», к востоку от Чу выделялись 5 племён — дулу, а к западу от неё 5 племён — нушеби. В исторических источниках Западно-тюркский каганат по другому называют «Он ок будун» (Государство десяти стрел).
- уйсуни, канглы — Семиречье, район Сырдарьи;
- тюргеши — район Балхаша, Заилийского Алатау;
- карлуки — Восточный Казахстан
- чигили — побережье Ыссык-куля;
- ягма — Восточный Туркестан
- булгары — Причерноморье, Приазовье, Северный Кавказ
- хазары — Прикаспий, Северный Кавказ

Название тюркского тувинского народа «тыва» упоминается в летописях Суйской (581—618 годы) и Танской (618—907 годы) династий Китая в форме дубо, тубо и тупо. В более ранний период они были известны под названием урянхайцы (XVII—XVIII века), в более поздний (XIX — начало XX века) — сойоты. По поводу других этнонимов — урянхи, уряихаты, урянхайцы, сояны, сойоны, сойоты — в целом можно утверждать, что такое название им дали соседние народы, а для самих тувинцев эти этнонимы нехарактерны.
Тюрки оазисов Центральной Азии выпускали свои монеты: тюрко-согдийские монеты тюрков-халачей, тюргешей, тухусов. Тюркские правители Ташкентского оазиса — Чача в VII — начале VIII в. чеканили свои монеты. Л. С. Баратова выделяет следующие типы монет тюрков: с надписью «господина хакана деньга», «тудун Сатачар», с надписью в правитель Турк (VII в). Тюркские правители Ферганы выпускали монеты следующих типов: с надписью «тутук Алпу хакан» или «Тутмыш Алпу-хакан»; с надписью «хакан». О. Смирнова считала, что тюркскими правителями Бухарского оазиса в середине VIII в. была выпущена группа тюрко-согдийских монет с надписью «владыки хакана деньга».
Тюрк шахи были династией смешанного западнотюрко-эфталитского происхождения, которая правила на территории от Кабула до Гандхары с VII по IX вв. Барха тегин (665—680 гг. н. э.) был первым правителем из династии Тюркских шахов в Тохаристане.

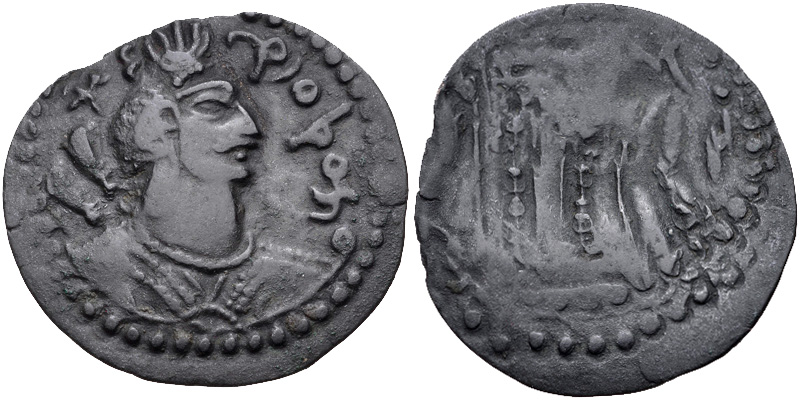
Ранняя монета Тегин-шаха с бактрийской легендой, конец VII века

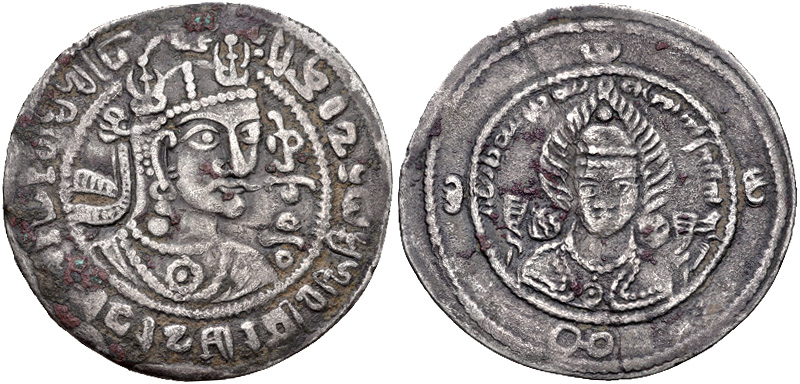
Трёхъязычная монета Тегин-шаха с изображением бога Аттара, 728 год

## Древнетюркская письменностьи литература

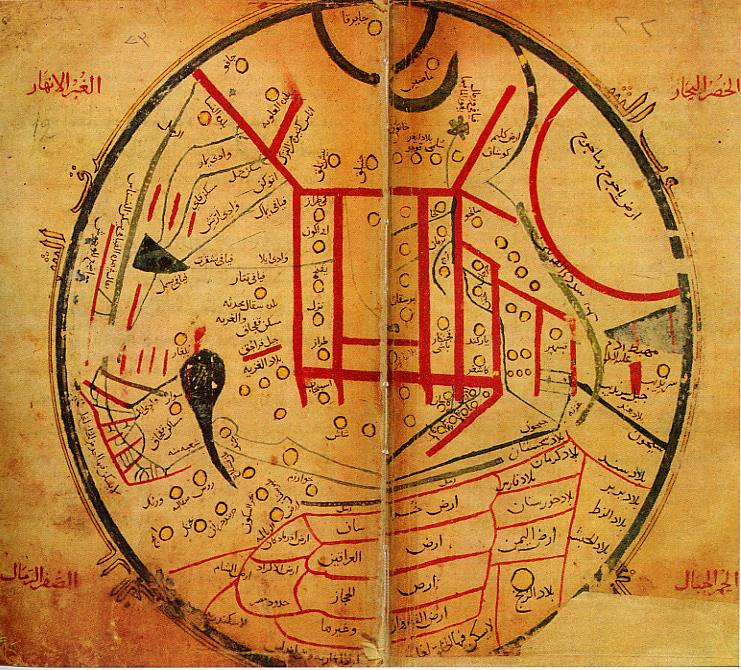
Тюркский мир по Махмуду Кашгари (XI век)

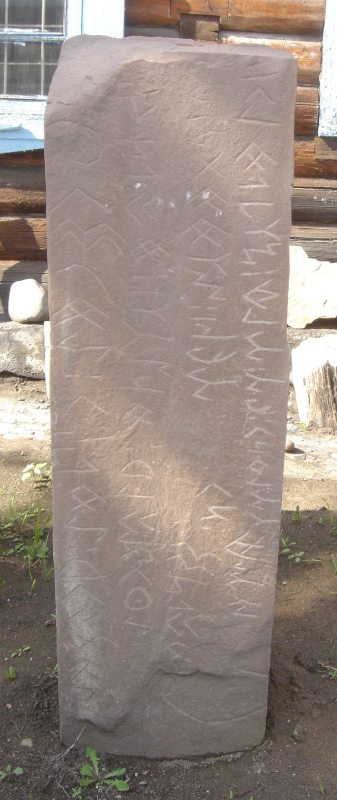
Стела с орхоно-енисейской надписью. Кызыл

Древнетю́ркское письмо́ (орхо́но-енисе́йская пи́сьменность) — письменность, применявшаяся в Центральной Азии для записей на тюркских языках в VIII—X веках н. э. Древнетюркская письменность использовалась литературным языком (наддиалектный койне) того времени, который также называется языком орхоно-енисейских надписей.
Эпитафия Кюль-тегину — памятник тюркской письменности VIII века — найдена в 1889 году Н. М. Ядринцевым в урочище Кошо-Цайдам, на берегу р. Кокшин-Орхон (Монголия). Надписи дешифрованы в 1893 году датским учёным профессором Вильгельмом Томсеном, а годом позже перевод надписей сделал тюрколог В. Радлов. Памятник содержит ценные исторические сведения и даёт богатый лингвистический материал по истории тюркского народа.
Одним из самых древних тюркских памятников литературы, возможно, является «Хуастуанифт» («Покаянная молитва манихеев»), по мнению некоторых исследователей, переведенную с согдийского по разным оценкам в V или VIII веке.
Памятники, написанные древнетюркским письмом в основном эпиграфические, небольшое число рукописей, сохранились в Восточном Туркестане), были созданы в тех областях Центральной и Средней Азии и Сибири, Монголии, в которых в Раннем Средневековье располагались государственные образования восточных и западных тюрков, тюргешей, карлуков, древних уйгуров и др.
Первым тюркским поэтом, писателем и историком был Йоллыг тегин (конец VII-начало VIII в.), который был автором памятных надписей в честь тюркских каганов Кюль-тегина, Бильге-кагана, Кутлуг Ильтерес-кагана. В надписях отразились культурный уровень тюрок, их литература, исторические знания.

## Тюргешский каганати его тюркское население
В 698 году вождь племенного союза тюргешей — Учэлик основал новое тюркское государство — Тюргешский каганат (698−766) — которое простиралось от Шаша (Ташкента) до Турфана и Бешбалыка. Семиречье, бассейны рек Или, Чу и Талас. Тюргеши были союзниками согдийцев в их борьбе против арабов. Лидером тюргешей был Сулук. В 724 году тюркеши поддержали восстание в Согде и начали вести там партизанскую войну против арабов. Весной 731 г. тюргеши и согдианцы освободили Самарканд. В октябре 731 года тюргеши заставили арабов покинуть Балх, где находилась ставка их военного командования. Численность войск тюргешей в тот период составляла 30 тысяч человек. Главную роль в военных успехах западных тюрок сыграл полководческий талант Сулу и его личный престиж. Однако в 737 году мир с Китаем был нарушен, и Сулуку пришлось вести войну на два фронта. Кроме того, вспыхнула вражда между кара- и сары-тюргешами.
В итоге в 738 году Сулу был убит своими сподвижниками — вождь сары-тюргешей Бага-Тархан убил Сулука и пытался захватить власть. Под его знаменем собрались правители Ферганы и Ташкента, кроме того, поддержку обещали и китайцы. В битве на р. Чу кара-тюргеши были разбиты, а столица каганата, город Талас, разрушен. В 740 году был убит и Бага-Тархан, а главой кара-тюргешей стал Иль-Идмиш-Кутлуг-Бильге. Некоторые тюргешские каганы выпускали свои монеты с согдийскими надписями.
Тюргеши входили в племенной союз дулу и в свою очередь делились на кара- и сары-тюргешей.
В 756 году война между кара- и сары-тюргешами возобновилась и окончательно обескровила каганат. В 756 году власть в Семиречье перешла к другому тюркскому племени — карлукам. В 766 году государство тюргешей было уничтожено карлуками

## Уйгурский каганати его тюркское население
Впервые этноним «уйгур» начинает встречаться в источниках с начала н. э., вначале как имя только одного из тюркоязычных телеских племён, во времена уйгурского каганата (VII—IX века) среди племён, входивших в конфедерацию 19 племён, этноним «уйгур» стал общим, в этот период наряду с этим этнонимом также широко получил распространение экзоэтноним «токкуз огуз».

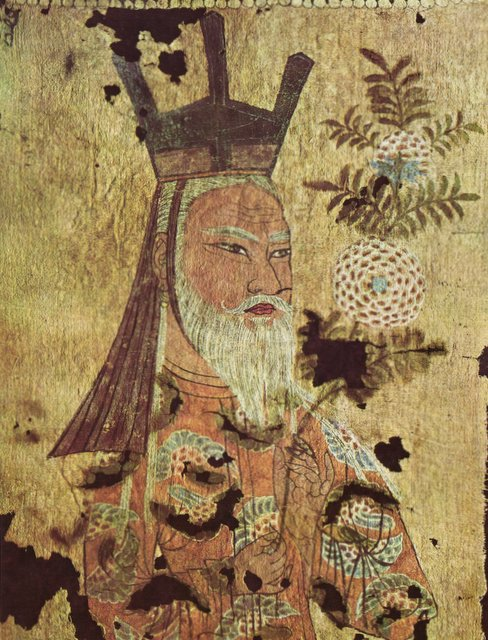
Уйгурский идыкут, государство Кочо, IX—XII века.

Уйгуры (кит. упр. 回鹘, пиньинь huihu, палл. Хуэйху, чаще — Хойху) впервые упомянуты в летописях эпохи Северной Вэй (354—386). Считалось, что они произошли от Хуннов. Также их называли кит. упр. 高車, пиньинь gaoju, палл. Гаоцзюй — дословно «высокие телеги», за их обычай ездить на телегах с высокими колёсами. Они входили в племенной союз называвшийся кит. упр. 敕勒, пиньинь chilei, палл. Чилэй. Данное название китайские историки считали правильным, в отличие от кит. упр. 鐵勒, пиньинь tiele, палл. Телэ — Теле (см. Динлины, Телеуты, Теленгиты). Во времена Суй их стали называть Уху (烏護), также Ухэ (烏紇), Вейхэ (韋紇). Они жили в Джунгарии и Халхе и делились на 15 племён уйгур, а также союзные племена басмалов и карлуков.
У уйгуров были свои города: Ордубалык и Байбалык.
В это время была написана «Гадательная книга» (Ирк Битиг) — древнетюркский памятник, предположительно IX века. Относится ко времени Уйгурского каганата. Представляет собой бумажную книгу, состоящую из 104 страниц, написанную от руки древнетюркским письмом.
В 843 году танская армия Китая под предводительством Ши Хуна атаковала уйгуров, вытесненных в результате падения их каганата, и 13 февраля 843 года убила 10 000 уйгуров .
В 847 году предпоследний уйгурский каган Уге был убит после того, как провел свое шестилетнее царствование, сражаясь с кыргызами, сторонниками его соперника Умуса, брата Кюлюг-бега, и войсками Тан в Ордосе и Шэньси.
После распада уйгурского каганата и миграции древнеуйгурских племён из степей нынешней Монголии в Восточный Туркестан (IX век) самоназвание «уйгур» продолжало употребляться группами населения Турфана, Кумула, Кучи вплоть до XVI—XVII веков, когда окончательно завершился процесс исламизации населения Восточного Туркестана.

## Булгарское царство иХазарский каганат
В V—VIII веках пришедшие в Европу тюркские кочевые племена булгары основали ряд государств, из которых наиболее долговечными оказались Дунайская Болгария на Балканах и Волжская Булгария в бассейне Волги и Камы. Булгары — тюркские племена, населявшие с IV века степи Северного Причерноморья до Каспия и Северного Кавказа и мигрировавшие во 2-й половине VII века частично в Подунавье, а позднее в Среднее Поволжье и ряд других регионов.
Согласно наиболее распространённому взгляду, булгары были частью огурского массива племён, первоначально обитавших в Центральной Азии. С этой точки зрения булгары являлись одной из самых ранних тюркских групп, продвинувшихся в Европу в ходе Великого переселения народов. Булгарский язык относится к числу тюркских языков.

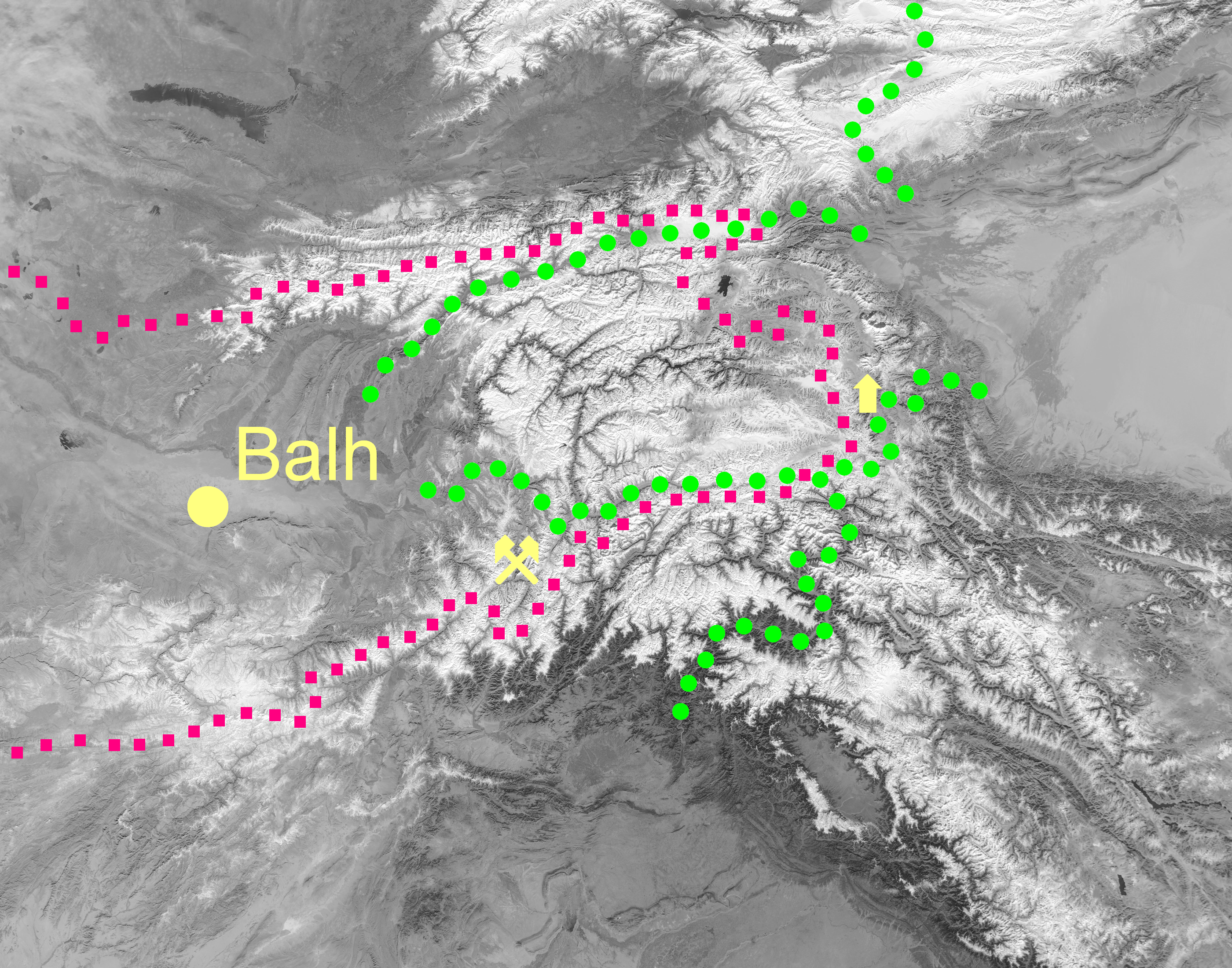
Древняя родина булгар согласно описанию Средней Азии из армянского географического атласа «Ашхарацуйц», реконструкция академика С. Т. Еремяна.

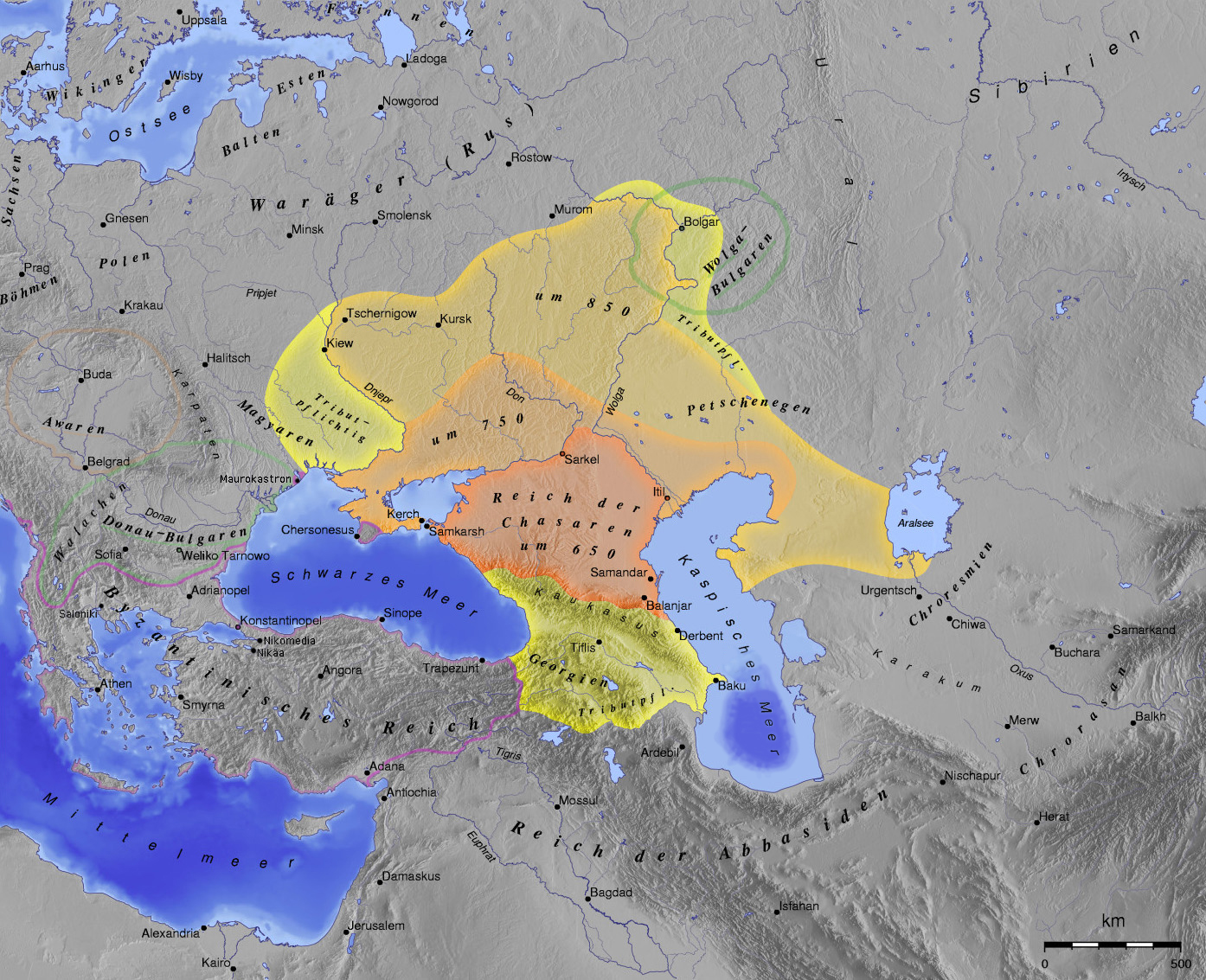
Хазарский каганат в период расцвета

В 650—969 годах на территории Северного Кавказа, Поволжья и северо-восточного Причерноморья существовал Хазарский каганат.
По мнению некоторых исследователей (Б. Н. Заходер), хазарский этнос имел дуалистическую основу, объединяя два главных племени — белых и чёрных хазар (калис-хазары и кара-хазары). Сторонники другой точки зрения (М. И. Артамонов, А. П. Новосельцев) считают это деление не этническим, а социальным и указывают на более сложную организацию. В тесной связи с хазарским племенным союзом находились барсилы, савиры, баланджары и др. В дальнейшем они были частично ассимилированы. Наиболее близки к хазарам были барсилы, в паре с которыми они часто упоминаются в начальный период истории, а страна Берсилия выступает в источниках исходным пунктом, из которого начинается хазарская экспансия в Европе.
Относительно происхождения хазар и их прародины высказаны следующие гипотезы:
- Хазары являются потомками гуннского племени акацир, известного в Европе с V века (А. В. Гадло, О. Прицак).
- Хазары имеют уйгурское происхождение, от центрально-азиатского народа ко-са, упомянутого в китайских источниках. (Д. Данлоп) (см. основную статью Уйгурская теория происхождения хазар).
- Хазары являются потомками эфталитов, мигрировавших на Кавказ из Хорасана (Восточный Иран) (Д. Людвиг).
- Хазары происходят от племенного союза, сформированного огурами, савирами и на завершающем этапе алтайскими тюрками. (П. Голден, М. И. Артамонов, А. П. Новосельцев, Д. Немет).

Последняя точка зрения (в разных вариациях) занимает доминирующее положение в российской и украинской науке.
Знаменитый востоковед Заки Валиди предполагал, что башкиры упоминаются в труде Клавдия Птолемея (II век н. э.) под именем скифского рода пасиртаев. Крупный специалист по истории тюрков М. И. Артамонов считал, что башкиры также упоминаются в «Армянской географии» VII века под именем бушков. К IX веку восходят первые письменные сведения о башкирах арабских авторов. Саллам ат-Тарджуман (IX век), Ибн Фадлан (X век), Аль-Масуди (X век), Аль-Балхи (X век), Саид аль-Андалузи (XII век), Ал-Идриси (XII век), Ибн-Саид (XIII век), Якут аль-Хамави (XIII век), Казвини (XIII век), Димашки (XIV век), Абу-ль-Фида (XIV век) и другие писали о башкирах.

## Караханидский каганати его тюркское население

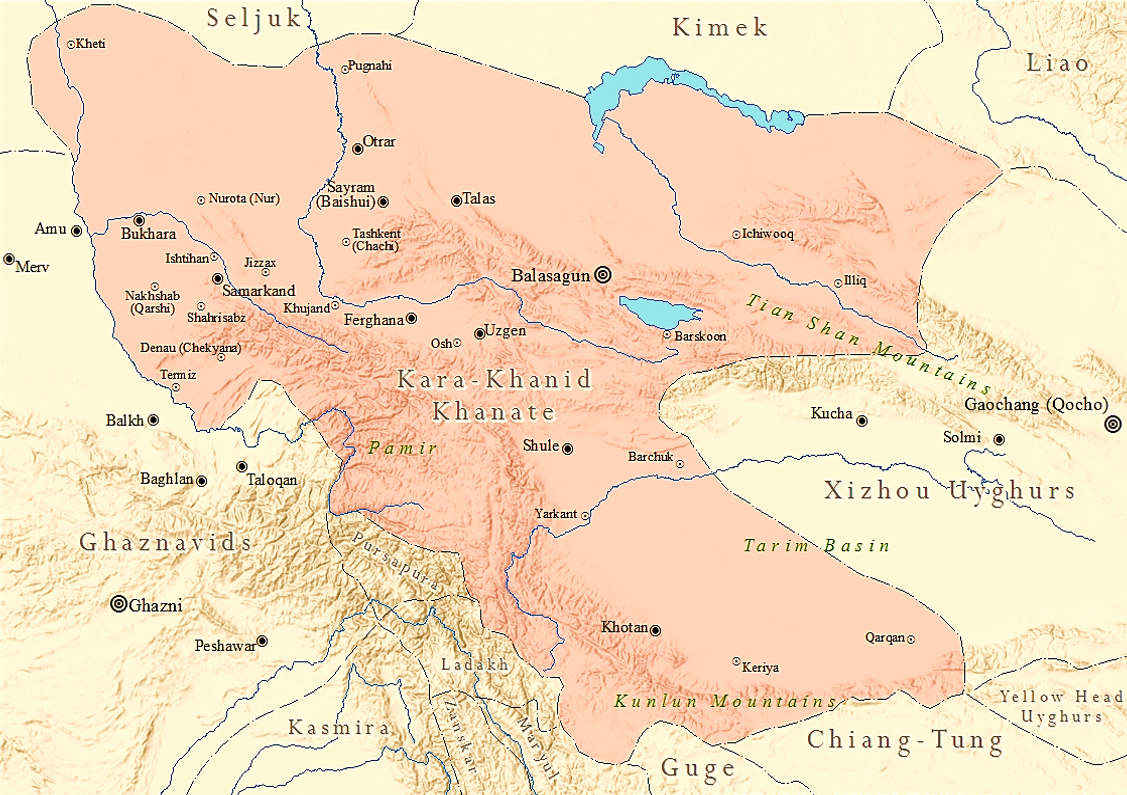
Карта Караханидского государства в границах 1006 года

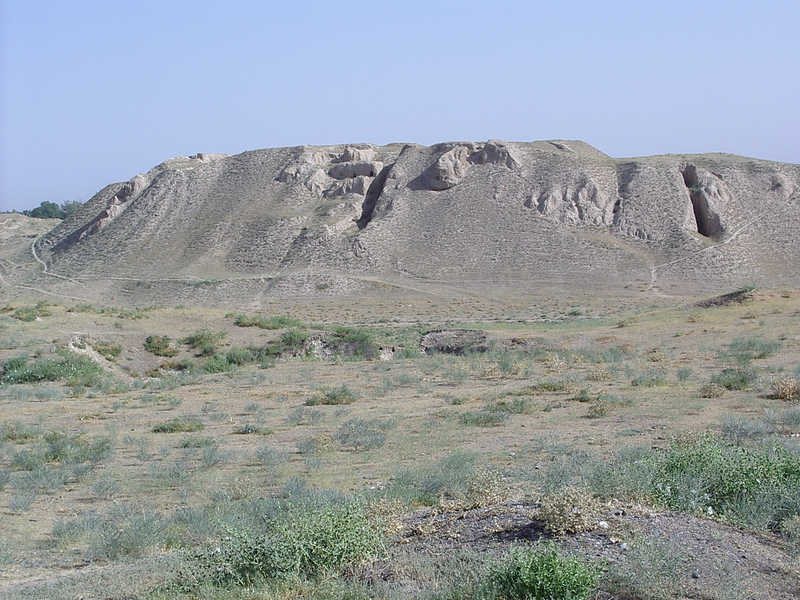
Руины резиденции тюркской династии Караханидов, XI — начало XIII в., городище Афрасиаб, Самарканд

После разгрома Уйгурского каганата в 840 году, выходец из знатного рода Эдгиш, который составлял часть племени чигилей, карлукский ябгу и правитель Исфиджаба Бильге-Кюль, открыто заявил о своих правах на верховную власть и принял титул «хан».
Ещё до прихода Караханидов в VIII—X вв., значительная часть населения Ферганской долины была в языковом отношении тюркизирована. В 35 случаях из 38 в надписях монет Ферганы и ферганских городов X в. упоминаются сановники тюркского происхождения.
Караханиды гораздо больше, чем другие династии тюркского происхождения, имели в надписях на монетах тюркские титулы.
После того, как государство Караханидов раскололось на 2 части, Самарканд вошёл в Западно-Караханидский каганат и в 1040—1212 годах являлся его столицей. Основателем Западного Караханидского каганата был Ибрахим Тамгач-хан (1040—1068). Он впервые на государственные средства возвёл медресе в Самарканде и поддерживал развитие культуры в регионе. Одним из знаменитых учёных был историк Маджид ад-дин ас-Сурхакати, который в Самарканде написал «Историю Туркестана», в которой излагалась история династии Караханидов.
Наиболее ярким памятником эпохи Караханидов был дворец Ибрахим ибн Хусейна (1178—1202) в Самарканде, который был построен в крепости города в XII веке. Дворец был украшен монументальной живописью. На восточной стене был изображён тюркский воин, одетый в жёлтый кафтан и держащий лук. Здесь же были изображены лошади, охотничьи собаки, птицы и периподобные женщины.
К X веку в государстве Караханидов функционировал литературный язык, продолживший традиции древнетюркских письменных текстов. Официальный караханидский язык X в. основывался на грамматической системе древних карлукских диалектов. Исламизация Караханидов и их тюркских подданных сыграло большую роль в культурном развитии тюркской культуры. В конце Х — начале XI в. впервые в истории тюркских народов на тюркский язык был переведен Тафсир — комментарии к Корану. В эту эпоху в Средней Азии появились крупнейшие тюркоязычные литературные произведения: «Благодатное знание» (Кутадгу билиг) Юсуфа Баласагуни, «Диван» Ахмада Яссави, «Дары истины» (Хибатул хакоик) Ахмада Югнаки. Учёный XI века Махмуд Кашгари заложил основы тюркского языкознания. Он перечисляет названия многих тюркских племён Средней Азии.
«Словарь тюркских наречий» был составлен Махмудом Кашгари в 1072—1074 годах. Здесь он представил основные жанры тюркоязычного фольклора — обрядовые и лирические песни, отрывки героического эпоса, исторические предания и легенды (о походе Александра Македонского в область тюрков-чигилей), более 400 пословиц, поговорок и устных изречений.

## Хорезм, государство Газневидов,Огузский каганат,империя Сельджукидови тюркское население

Государство Хорезмшахов в 1220 году

К X веку в Хорезме часть населения была тюркоязычной. Выдающийся хорезмский учёный-энциклопедист и мыслитель Аль-Бируни (973—1048) в своих произведениях приводит названия тюркских месяцев и тюркских лечебных трав, которые использовало тюркское население Хорезма. Аль-Бируни в своем произведении «Памятники минувших поколений», написанном в Хорезме около 1000 года, приводит тюркские названия годов по животному циклу, которые использовало тюркское население Хорезма: сичкан, од, барс, тушкан, луй, илан, юнт, куй, пичин, тагигу, тунгуз. В этом же сочинении он приводит названия месяцев по-тюркски: улуг-ой, кичик-ой, биринчи-ой, иккинчи-ой, учинчи-ой, туртинчи-ой, бешинчи-ой, олтинчи-ой, йетинчи-ой, саккизинчи-ой, токкузинчи-ой, унинчи-ой.. Согласно Л. Ошанину, в X в. огузы (туркмены) проживали вокруг Хивинского оазиса, а впоследствии смешались с населением Хорезма, благодаря чему антропологичнеский облик хорезмийцев стал долихокефальным.

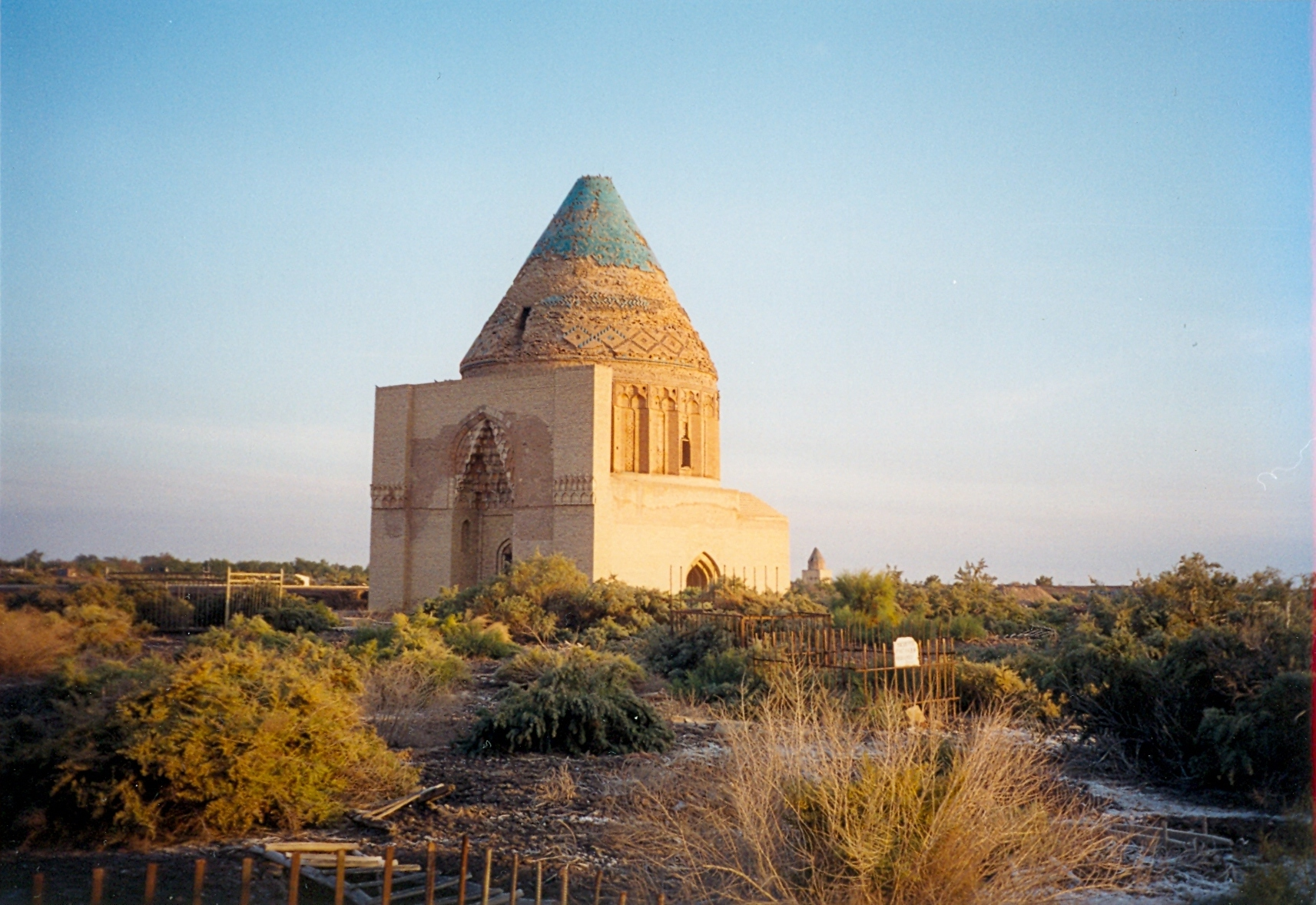
Мавзолей хорезмшаха Ала ад-Дин Текеша в Кёнеургенче, Туркменистан.

Газневиды — тюркская династия эмиров и султанов города Газни (современный Южный Афганистан), правившая в 961—1186 годах на территории Хорасана, Афганистана, Хорезма, Бухары, Гургана и северных провинций Индии.
Согласно М. И. Артамонову термин «огуз» первоначально был нарицательным обозначением племени и с числительным детерминативом применялся для наименования союзов племён, таких, например, как уйгуры — токуз-огуз — девять племён, карлуки — уч-огуз — три племени. Впоследствии термин потерял своё первоначальное значение и стал этническим наименованием племён, образовавшихся в приаральских степях в результате смешения тюркютов с местными угорскими и сарматскими племенами.

Памятник сельджукским султанам Алп-Арслану и Мелик-шаху в Ашхабаде, Туркменистан

В первой половине X века огузы проживали в степях Сырдарьи и в городах Караджук (ныне с. Карачик г. Туркестан), Фараб и Сайрам. Согласно географам Истахри, Ибн-Хаукалю и источнику «Худуд-ал-алем», огузская территория распространялась от Каспийского моря на западе и города Ургенч на юге до Бухары в Мавераннахре и города Сабран на востоке.
Нашествие сельджуков сопровождалось завоеванием многих закавказских городов. Это привело к формированию сельджукского и подвластных ему султанатов, распавшегося на несколько атабекских государств, в частности государство Ильдегизидов.
В середине XI века на эти территории началось массивное нашествие огузских племён (сельджуков).
Известные средневековые ученые-историки Абу-ль-Фадль Байхаки, Махмуд аль-Кашгари и Фазлулаллах Рашид ад-Дин называют огузов также и туркменами, используя этноним туркмен как синоним этнониму огуз, а известный средневековый автор Шараф аз-Заман Тахир аль-Марвази называл туркменами огузов, принявших ислам. Огузы постепенно завоевывали Иран, Византию и почти весь арабский мир, создав такие известные правящие династии, как сельджукскую и османскую.

## Печенегиикыпчакиевразийских степей
В. Бартольд определил, что племя печенег является одним из племён огузов. Известный советский археолог С. П. Толстов относил печенегов к огузским племенам, а также отождествлял их с древним сакским племенем апасиаки (пасианы).
По мнению некоторых учёных, в частности, академика М. И. Артамонова и его ученика докт ист. наук Л. Н. Гумилёва, печенеги представляли собой часть народа канглы. Согласно Константину Багрянородному, часть печенегов называла себя кангарами (греч. Κάγγαρ). В конце IX века те из них, которые носили название «пацзынак» (печенеги), в результате климатических изменений (засухи) в степной зоне Евразии, а также под давлением соседних племён кимаков и огузов форсировали Волгу и оказались в восточноевропейских степях, где ранее кочевали угры.
После краха Хазарского каганата (965 год) власть над степями к западу от Волги перешла к печенежским ордам. В этот период печенеги занимали территории между Киевской Русью, Венгрией, Дунайской Болгарией, Аланией, территорией современной Мордовии и населявшими Западный Казахстан огузами.
В конце XI века, под давлением половцев, они передвинулись на Балканский полуостров или в Большую Венгрию. В соответствии с научной гипотезой, одна часть печенегов составила основу народностей гагаузов и каракалпаков. Название племени печенег сохранилось в целом ряде восточноевропейских топонимов.
В XI веке печенегов в южнорусских степях сменяют половцы. Согласно традиционной точке зрения, половцы, кыпчаки и куманы — названия одного народа.

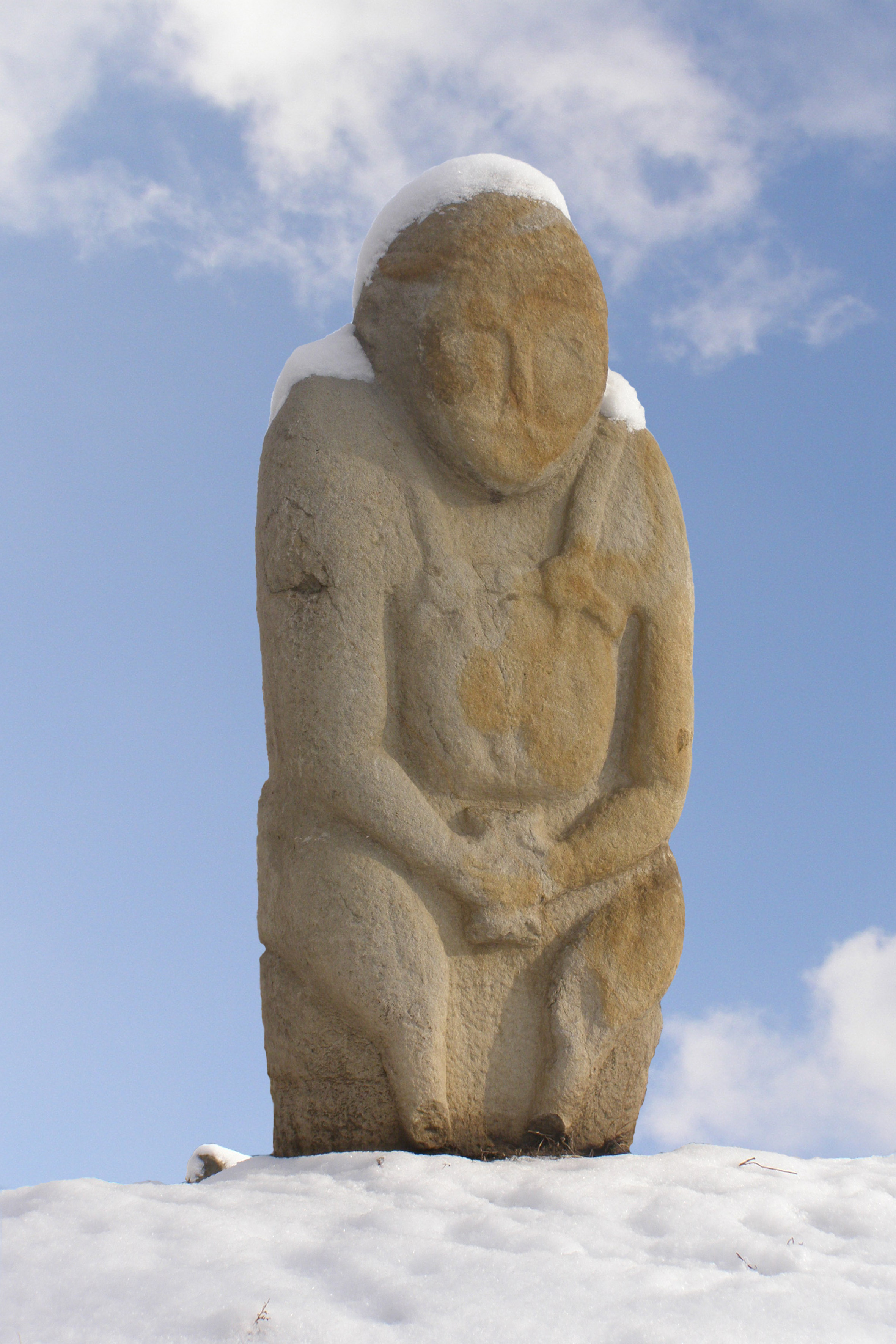
Парк-музей половецких баб (Луганск)

По другим версиям, кыпчаки состояли из двух крупных ветвей: половецко-кыпчакской и куно-кыпчакской; половцы состояли из западной ветви — половцев-саров и восточной — кунов.
На территории Восточной части Кыпчакской степи жили следующие шестнадцать кипчакских племен: борилу, токсоба, иетиоба, дуртоба, ал-арс (ал-ас), бурджоглу, манкуроглу, йимак, таг, башкурт, куманлу, базанак (баджанак), баджна, карабориклу, уз, джортан. Западные кыпчаки делились на одиннадцать племен: токсоба, иетиоба, бурджоглы, ельборили, кангароглы, анджоглы, дурутоба, кулабаоглы, джортан, караборикли, котан.
Средневековым учёным-тюркологом был Джамаладин ат-Турки или Джамал ад-Дин бин Мухаммед Абдуллах ат-Турки (XIV век). Он был исследователем языка мамлюкских кипчаков. Известный практический труд Джамаладина — арабско-кипчакский словарь «Китабу булгат ал-муштак фи лугат ат-турк ва-л-кифчак» («Книга, написанная для желающих хорошо изучить тюркский и кыпчакский языки»). Написан в Сирии в 1350 году. Один экземпляр рукописи хранится в Национальной библиотеке Франции в Париже под № 293.

## Тюркское население

### Тюркское население Арабского халифата и Египта

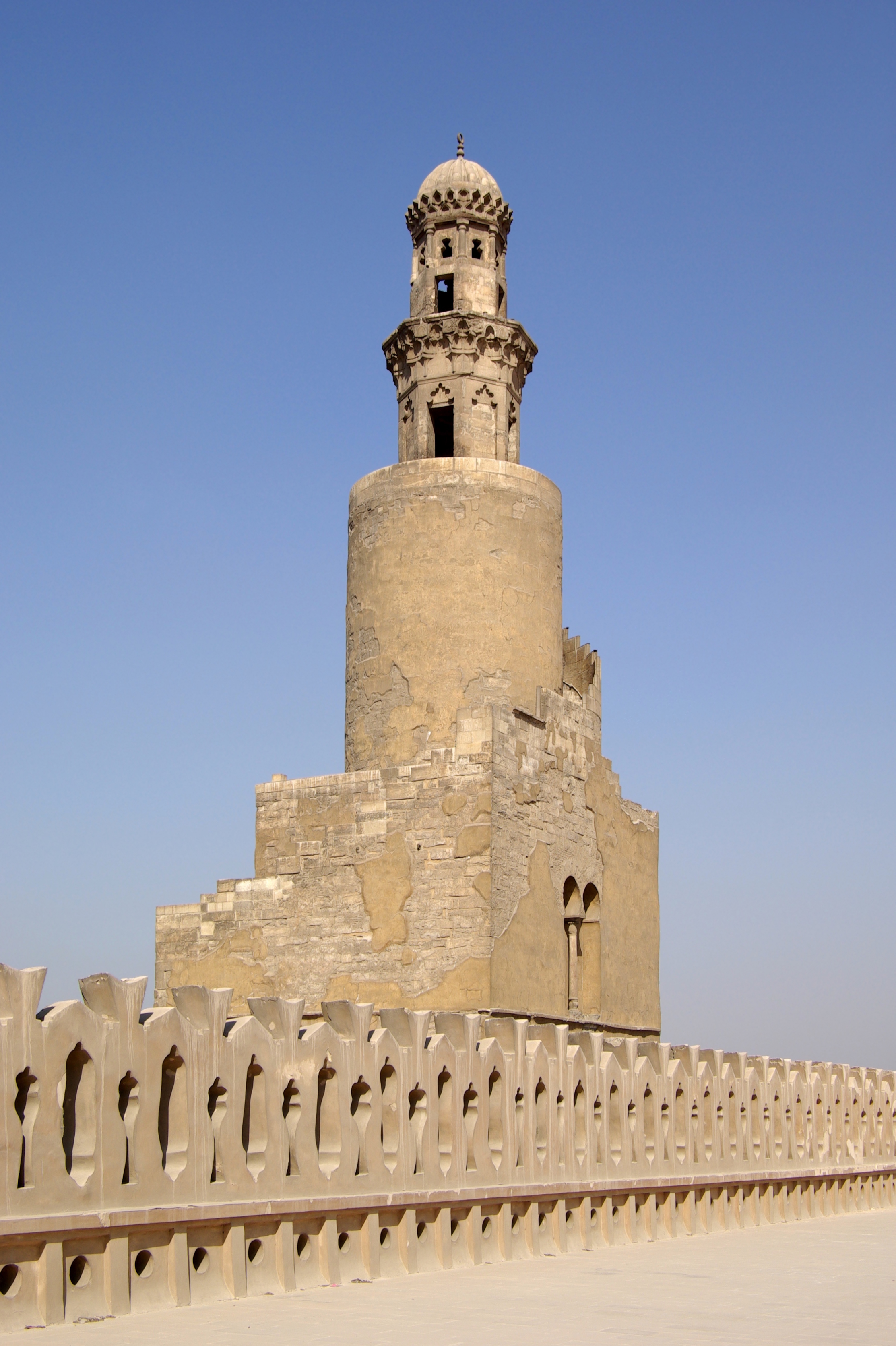
Минарет мечети Ахмеда ибн Тулуна, IX век, Каир

Ферганский тюрок Джуфф (умер в 861 году) основал династию Ихшидидов в Египте и Сирии в период распада халифата.
Тулуниды — первая фактически независимая от Халифата египетская династия тюркского происхождения. Государство было основано Ахмед ибн Тулуном (868—884), который был родом из тюркского племени токузогузов.
Известным тюрком Самарры IX века был политический деятель Аль-Фатх ибн Хакан. Он также был видным членом литературного круга Самарры и известен как покровитель многих писателей и поэтов. Он был сыном Хакана ибн Уртуджа, тюркского вождя из Ферганы. Возможно, его самым известным протеже был Абу Усман Амр ибн Бахр аль-Джахиз, посвятивший своему благодетелю свой труд «Фи манакиб аль-Тюрк» («О заслугах тюрок»). Аль-Фатх сам был писал произведения, но из них сохранились только названия трех книг и 13 стихов. Он также собрал большую библиотеку, содержащую множество философских работ, историк Хью Кеннеди называет его «величайшим библиофилом своего времени». Его дворец в Самарре, построенный его отцом, позже стал халифской резиденцией, известной как Джавсак аль-Хакани.
Абу Бакр Мухаммед бен Яхья Сули (конец IX века — 946, Басра) — был тюркским учёным, библиофилом, писателем, поэтом, летописцем, шатранжистом, жившим при дворе арабских халифов.
Джамаладин ат-Турки или Джамал ад-Дин бин Мухаммед Абдуллах ат-Турки (XIV век) был средневековым тюркологом. Он был знатоком арабской классической филологии. Известный практический труд Джамаладина — арабско-кипчакский словарь «Китабу булгат ал-муштак фи лугат ат-турк ва-л-кифчак» («Книга, написанная для желающих хорошо изучить тюркский и кыпчакский языки»). Написан в Сирии в 1350 году..

### Тюркское население в эпоху Чингисхана и Чингизидов
Тюркское население и культура имели большое влияние на монголов Чингисхана. Чингисхан лично интересовался распространением уйгурской грамоты, и эта грамота сделалась официальной в канцеляриях ханов из его династии.
Эпоха правления Чингисхана описана в таких трудах, как «Сокровенное сказание монголов», «Юань ши», «Джами ат-таварих» и др. При этом автор «Джами ат-таварих», Рашид ад-Дин, называет тюрками все кочевые скотоводческие народы Азии как тюркоязычные так и монголоязычные. Иначе говоря, у Рашид ад-Дина, «тюрки» — термин не столько этнический, сколько социально-бытовой. Одна из глав его сочинения называется следующим образом: «Относительно тех тюркских племён, которых в настоящее время называют монголами, но в древние времена каждое из этих племён в отдельности носило особое прозвище и имя; каждое имело начальника и эмира; от каждого произошли ветви и племена, вроде народов: джалаиры, ойраты, татары и другие».
Тюркские племена Средней Азии в XIII веке были разгромлены и покорены монголо-татарами. Согласно В. Бартольду, после монгольских завоеваний

Огромное большинство монголов вернулось в Монголию; оставшиеся в завоеванных странах монголы быстро утратили свою национальность. … Языком государств, образованных монголами к западу от Монголии, постепенно сделался турецкий (здесь имеется в виду тюркский). …везде в монгольскую эпоху замечается усиление турецкого (то есть тюркского) элемента. … Названия могол и Моголистан продолжали употребляться (в восточной части Чагатайского улуса) и тогда, когда в этой стране уже не было следов монгольского языка, и исчезли только после падения монгольской династии в конце XVII века— 
Приводя сведения о правителях Чагатайского улуса, арабский путешественник Ибн Баттута пересказывает услышанную им от кого-то историю общения предыдущего хана, Кебека, с неким проповедником, упоминая в частности: 

Царь удивился и сказал: «Йахши», что по‐тюркски означает «хорошо».— 
 И далее, описывая уже своё личное общение, с правящим на тот момент ханом Тармаширином, рассказывает: 

Султан обратился ко мне по‐тюркски: «Хушмисан (Ибн Баттута далее очень точно объясняет значение всех приводимых слов и не менее точно их „транскрибирует“: здесь он воспроизводит тюркское хош‐ми‐сен? — „Хорошо ли ты себя чувствуешь?“), яхшимисан кутлу айусан». Хушмисан значит «здоров ли ты?» Яхишимисан — «хорошо ли себя чувствуешь?» Кутлу айусан — «да будет благословенно твое прибытие!»— 
 Подобного рода свидетельства позволяют сделать предположение, что чингизиды Чагатайского улуса уже в начале XIV века в определённой степени владели местным среднеазиатским карлукским вариантом тюркского языка.
Западная часть Монгольской империи, Золотая Орда, была преимущественно тюркским по населению государством — на её громадном пространстве проживало множество народов, говоривших в основном на тюркских языках. Самыми многочисленными из них были кипчаки. Что же касается самих монголов, то в Улус Джучи их переселилось довольно мало.
В начале XIII века Махмуд Кырымлы в Крыму на тюркском языке пишет произведение «Юсуф и Зулейха».
По одной из версий, мангуты (мангыты, мансуры) из Восточной Монголии переселились в Дешт-и Кипчак, отюречились (некоторые утверждают, будто это произошло в улусе Ногая в конце XIII века), затем сплотили вокруг себя кипчакские племена Горстка мангутов восприняла язык и культуру кипчаков и растворилась в их массе. Кипчакские кочевые общины расселенные на территории, отведенной мангутам под юрт (пространство для кочевания), приняли их этническое имя. Так, судя по всему, в течение первой половины XIV века и появились тюрки-мангыты.
В ранних памятниках Золотой Орды устойчиво сохраняется караханидско-уйгурская традиция, параллельно с которой именно в Поволжье формируется новый вариант тюркского регионального литературного языка.
Ибн Баттута, посетивший хана Узбека, слышал там только тюркские слова. Среди женщин придворного штата упоминаются улу хатун и кучук хатун, то есть большая и малая хатун. Сам же хан называл своего духовного наставника из сайидов тюркским словом ата ‘отец’. Тюркский язык употреблялся и в мусульманском богослужении; в городе Азаке в присутствии Ибн Баттуты проповедник произнес проповедь по-арабски, молясь за султана (то есть хана Узбека), за эмира (эмир Азака был по происхождению хорезмиец) и за присутствующих, потом он же перевел свою речь на тюркский язык.
В XIV веке Чингизиды — правители Золотой Орды стали использовать тюркский язык в государственной и дипломатической документации. Ярлык Тохтамыш-хана направленный королю Польши и князю Литвы Владиславу Ягайло (1392—1393 годы) написан древнеуйгурским письмом на тюркском языке. В это время в Золотой Орде процветала тюркская литература в лице поэтов, наиболее известным из которых был тюркский поэт как Сайфи Сараи (1323—1396), получивший образование в Сарае — центре науки и культуры Золотой Орды. Его бессмертным творением является поэма «Гулистан бит-тюрки» («Страна цветов по-тюркски»).
В монгольских языках имеются явные тюркизмы, носящие общемонгольский характер, и никак не связанные с монголо-тюркскими отношениями рассматриваемой эпохи — они появились ещё на уровне общемонгольского праязыка и представлены во всех монгольских языках. К таким словам относятся, например, названия некоторых металлов и веществ (монг. altan < тюрк, altun — золото, монг. temiir < тюрк, temir-temur — железо), почти все названия домашних животных, термины по ландшафту, по общественным отношениям, армии и т. д.
В XV—XVI веках Золотая Орда распалась на несколько самостоятельных ханств, на основе которых сформировался ряд современных тюркоязычных народов. Тамерлан в конце XIV века создал в Средней Азии свою империю, которая, однако, с его смертью (1405 год) быстро распалась.
В китайской хронике монгольского периода Юань ши при описании страны киргизов упоминаются области Цилицзисы (吉利吉思 Кыргыз), Ханьхэна, Кяньчжоу (Кэм-Кэмджиут), Иланьчжоу, Анкэла (Ангара или Баргуджин-Токум) и Усы. В историческом сочинении хивинского хана Абулгази Бахадур-хана «Родословное древо тюрков и монголов» происхождение киргизов излагается следующим образом: «У Огуз-хана был внук по имени Киргиз. Киргизы происходят от него. Однако ныне людей из прямых потомков Киргиза мало: могольские и другие племена, истощив свои пастбища и источники, пришли в йурт [страну] киргизов, поселились там и стали называться киргизами. Сами же знают, из какого они рода-племени они происходят».

### Тюркское население Средней Азии в эпохуТимураи Тимуридов
Тимур (1336—1405) в своей империи поддерживал развитие персидского и тюркского языков, что видно, по надписи у горы Алтын шокы. При походе против Тохтамыша в 1391 году Тимур приказал выбить надпись на чагатайском языке уйгурскими буквами — восемь строчек и три строчки на арабском языке, содержащих коранический текст.
В оригинале, в частности было написано: …Туроннинг султони Темурбек уч юз минг черик бирла ислом учун Туктамиш хон булгар хонига юриди… В истории эта надпись известна под названием Карсакпайская надпись Тимура.

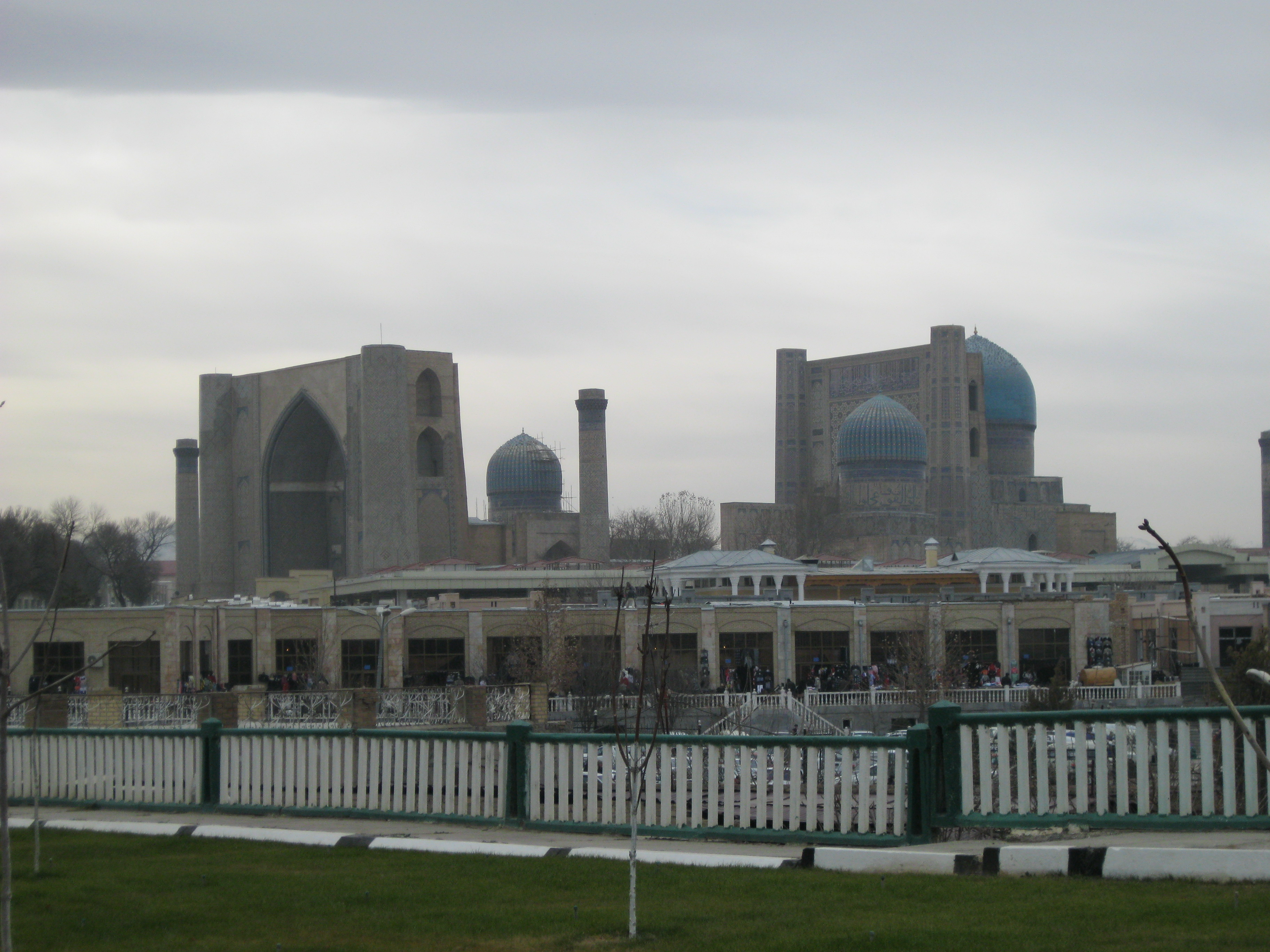
Соборная мечеть Тимура в Самарканде, названная в честь его любимой жены Сарай-мульк ханым, Узбекистан

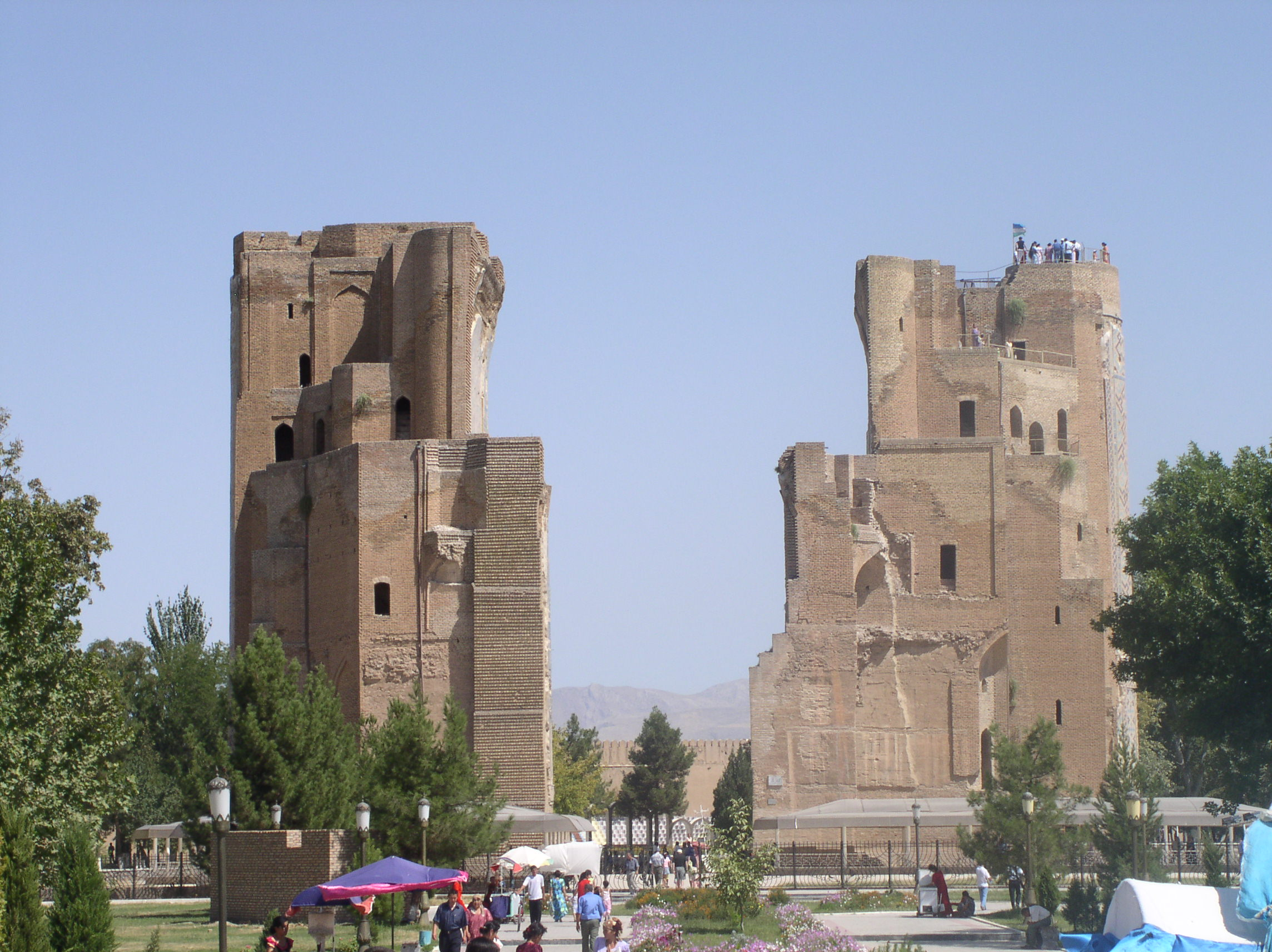
Руины Дворца Тамерлана — Ак-сарай, Узбекистан (настоящее время).

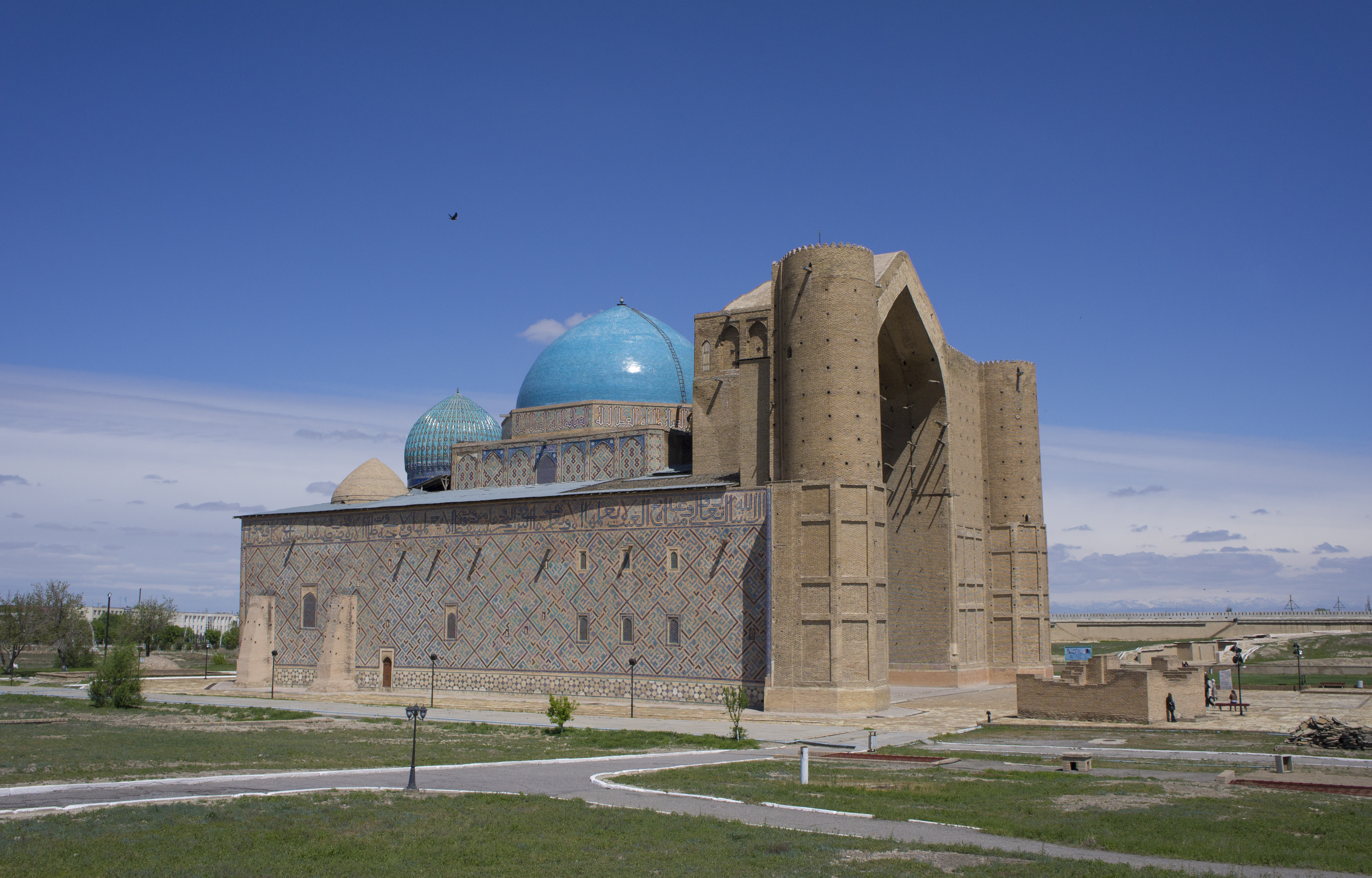
Мавзолей Ходжи Ахмеда Ясауи в Туркестане, Казахстан

Юридические документы государства Тимура, были составлены на двух языках: персидском и тюркском. Так, например, документ от 1378 года, дающий привилегии потомкам Абу Муслима, жившим в Хорезме, был составлен на чагатайском тюркском языке.
Этой традиции придерживались и дети Тимура. Так, например, в 1398 году сын Тимура Мираншах приказал составить официальный документ на тюркском языке уйгурским шрифтом.
В составе армии Тимура воевали представители различных племён: барласы, дурмены, нукусы, найманы, половцы, дулаты, джалаиры, меркиты, ясавур, каучины, канглы, тулкичи, арлаты, татары и др.
Этноним «узбек» был привнесён в регион при Тимуре. Кочевые узбеки-воины были на службе у Тимура, например источники сообщают о воинах-узбеках в 1366 году в Карши, а также среди беков (Бахт ходжа узбек), находившихся на службе у Тимура. В составе войск Тимура в индийском походе в 1399 году были 400 домов узбеков. Поэт Алишер Навои в своих произведениях, написанных в XV веке упоминал об этнониме «узбек» как название одной из этнических групп Мавераннахра. Этноним узбек стал более массово использоваться после завоевания и частичной ассимиляции в её среде кочевников, перекочевавших в Мавераннахр на границе XV—XVI веков во главе с Шейбани-ханом.
Тимуриды использовали тюркский и персидские языки. Например, реликвии Мирзо Улугбека (1409—1449) хранятся во многих музейных коллекциях мира. На одной из них — чашке выгравирована надпись на среднеазиатском тюркском языке (Карами Хакка нихоят йукдур), что означает «Щедрость Бога бесконечна».
Внук Тимура Искандар Султан-мирза (1384—1415) имел двор включавший группу поэтов, например, Мир Хайдара, которого Искандар призвал писать стихи на тюркском языке. Благодаря покровительству Искандар Султана была написана тюркская поэма «Гуль и Навруз». Как отмечал Алишер Навои, Искандер Султан пригласил к себе в царский двор Хайдара Хорезми, который написал по его заказу поэму на тюркском языке «Сокровищница тайн».
Одним из поэтов конца XIV — начала XV веков был узбекский поэт Дурбек, крупный представитель узбекской светской литературы того периода. Из наследия Дурбека сохранилась переработка любовно-романтической поэмы в двух рукописях «Юсуф и Зулейха» на староузбекский язык.
Усиление статуса и роли тюркского языка в эпоху Тимура и Тимуридов привело к появлению гениев тюркской литературы: Лютфи и Алишера Навои. Именно в эпоху Тимуридов большое внимание уделялось развитию тюркского языка.
Лутфи (1366 или 1367—1465 или 1466) был тюркским поэтом тимуридского Хорасана, писал на чагатайском (староузбекском) языке, считается представителем узбекской литературы.
В юности изучал светские науки, позднее увлёкся суфизмом, вёл аскетическую жизнь. По заказу султана Шахруха (правил в 1405—1447) изложил стихами биографию Тимура «Зафар-наме». До нашего времени сохранились диван и дастан (поэма) «Гуль и Навруз» (1411—1412). Лирика Лутфи сильно повлияла на дальнейшее развитие чагатайской поэзии (в том числе на Алишера Навои). Некоторые стихи Лутфи стали народными песнями.
В поэме «Стена Искандара» Алишер Навои упоминает узбеков и мангытов, а в другом произведении он писал об узбеках Хорезма.
Тимурид Бабур, выходец из города Андижан, писал в своих мемуарах: «Жители Андиджана — все тюрки; в городе и на базаре нет человека, который бы не знал по-тюркски. Говор народа сходен с литературным». «Мемуары Бабура написаны на той разновидности турецкого языка, которая известна под названием тюркского языка, являющегося родным языком Бабура», — писал английский востоковед Е. Дениссон Росс.

### Тюркское населениеИранаи Индии в период XIII—XVIII вв.

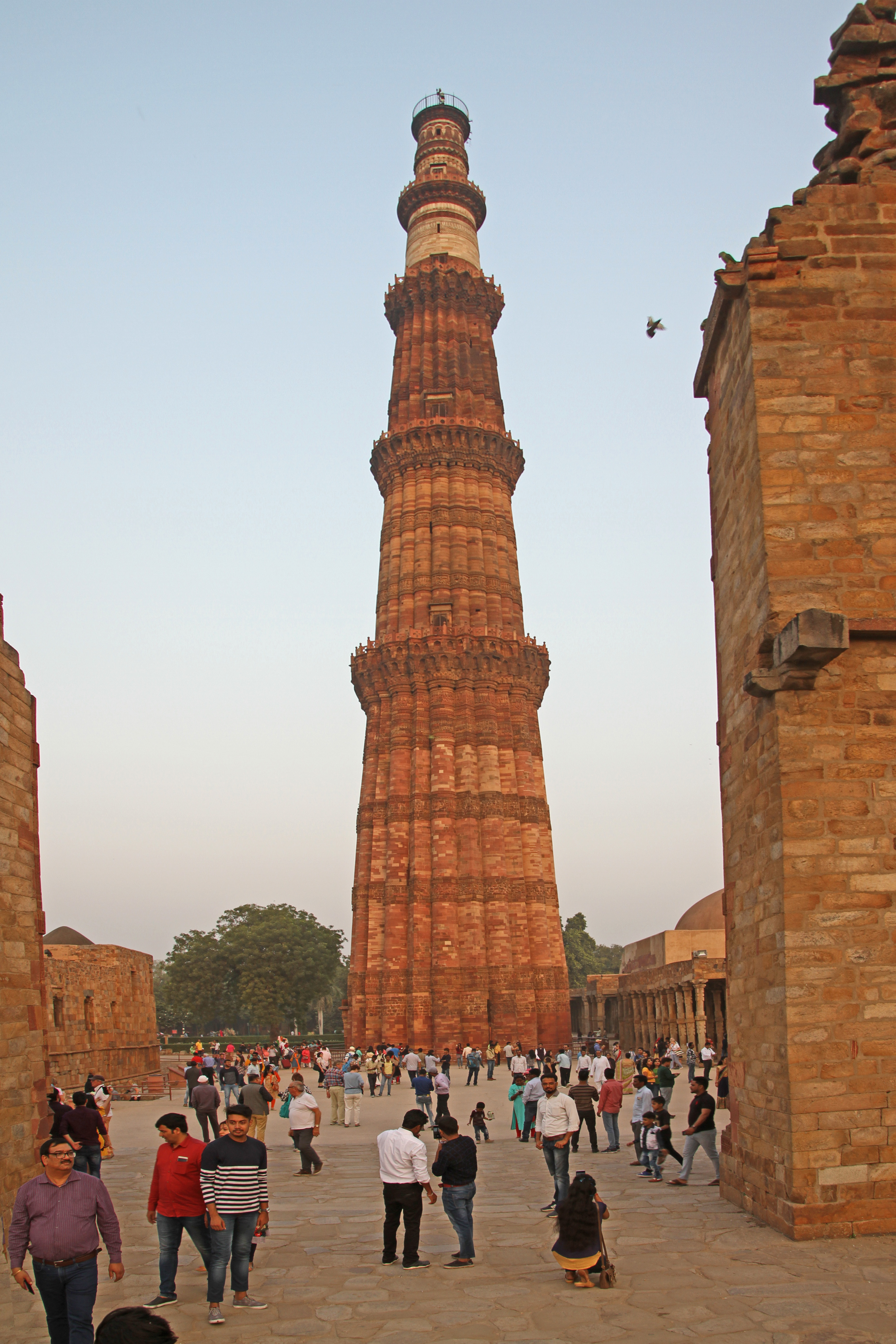
Кутб минар, построенный тюркскими правителями Делийского султаната в Дели

После нашествия Тамерлана на территории Ирана, Армении и Аррана образовывались султанаты Кара-Коюнлу и Ак Коюнлу, сменившиеся империей Сефевидов, третьей по своему размеру и влиянию великой мусульманской империей (после Османской и Великих моголов), с тюркоговорящим (азербайджанский диалект тюркского языка) императорским двором, верховным духовенством и командованием армии. Основатель империи Исмаил I был наследником древнего ордена суфитов (имевшего в основе аборигенный арийский иранский корень), представленного в основном тюркоговорящими «кызылбашами» («красноголовые», носили красные полосы на чалмах или чалмы, намотанные вокруг красных остроконечных войлочных шапок) и также приходился непосредственным наследником султана империи Ак Коюнлу Узун Гасана; в 1501 году он принял титул шахиншаха Азербайджана, а в 1502 году шахиншаха всего Ирана. Сефевидское государство просуществовало почти два с половиной столетия и в период своего расцвета охватывало территории современных Азербайджана, Армении и Ирана (полностью), а также современных Грузии, Дагестана, Турции, Сирии, Ирака, Туркменистана, Афганистана и Пакистана (частично). Сменивший на троне Ирана в XVIII веке Сефевидов Надир-шах был из тюркоязычного племени афшар и основал династию Афшаридов. После неудачного похода на Дагестан заболевший в пути Надир скоропостижно скончался. Падением Афшаридов воспользовались местные правители северного Ирана и Закавказья объявившие о своей относительной независимости, что дало начало образованию 21 полиэтнических азербайджанских ханств.
В этот период использовался термин туркоманы или туркмены (на разных языках данный этноним произносился также как туркуманы или туркманы) — термин, используемый на западе в качестве названия огузских тюркских народов.
С 1290 по 1320 годы в северной Индии правила тюркская династия Хильджи (Хальджи, Хилджи, Халджи), управлявшая Делийским султанатом. Такое название династия получила по названию тюркского племени халаджей, из которого происходил основатель династии Джалал ад-Дин Фируз (1290—1296). С 1320 по 1413 годы Делийским султанатом управляла тюркская династия Туглакидов.
В 1526 году праправнук Тамерлана Захир-ад-дин Мухаммад Бабур основал династию Бабуридов в Индии таким образом создав Империю Великих Моголов.

### Тюркское население Османской империи

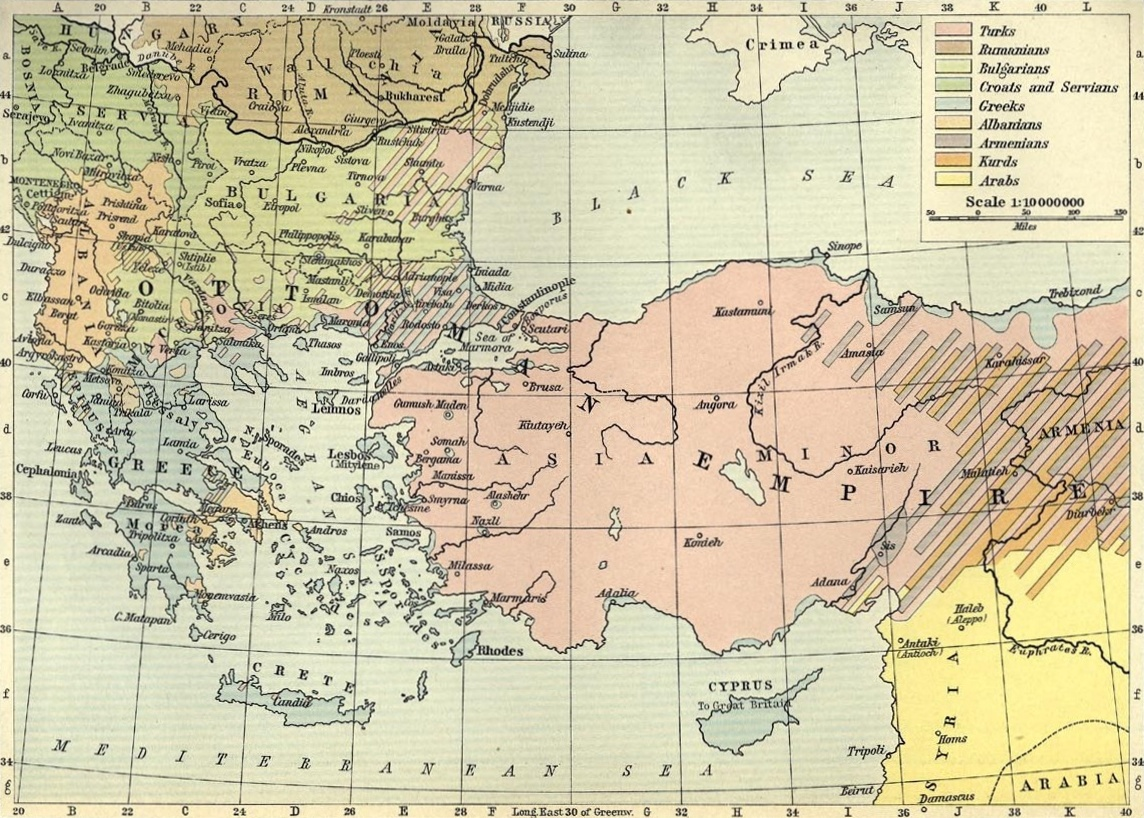
Этнографическая карта Османской империи в начале XX века

В 530 году Византия поселила в Анатолии (районы города Трапезунда, рек Чорох и Верхний Евфрат) часть булгар. Позднее для защиты византийских границ от персов император Юстиниан II в 577 году, а в 620 году и император Ираклий, поселили на территории Западной Армении аварских воинов. Такую же политику проводили Аббасиды, привлекая исламизированные тюркские племена из Хорасана и Средней Азии. Тюрки, расселившись среди местного населения, ассимилировались и растворялись в нём, но в определённой степени подготовили начало тюркизации Анатолии и Восточной Фракии.
Н. А. Баскаков полагает, что турки как народность стали существовать только с конца XIII века. По мнению А. Д. Новичева, турки сложились в народность к концу XV века. Д. Е. Еремеев относит завершение формирования турецкой народности к концу XV — первой половине XVI в.
Современные турки сложились из двух основных компонентов: тюркских кочевых скотоводческих племён (в основном огузы и туркмены), переселившиеся в XI—XIII веках из Средней Азии и Персии, и местного малоазийского населения.
В результате завоеваний тюрками-османами в XIII−XVI веках территорий в Европе, Азии и Африке образовалась огромная Османская империя, однако с XVII века она начала клониться к упадку. Ассимилировав большинство местного населения, османы стали этническим большинством в Малой Азии.

### Тюркское население Российской империи
В XVI—XVIII веках сначала Русское государство, а потом, после реформ Петра І, Российская империя включила в свой состав большинство земель бывшей Золотой Орды, на которых существовали тюркские государства (Казанское ханство, Астраханское ханство, Сибирское ханство, Крымское ханство, Ногайскую Орду). В XIX веке Россия присоединила ряд азербайджанских ханств Восточного Закавказья, а также Среднюю Азию.

Карта расселения тюрок в Российской империи по переписи 1897 года

#### Татары
Тата́ры — тюркский этнос, живущий в центральных областях европейской части России, в Поволжье, Приуралье, в Сибири, Казахстане, Средней Азии, СУАР и на Дальнем Востоке.
Являются вторым по численности народом в Российской Федерации после русских. Делятся на три основные этнотерриториальные группы: татары волго-уральские, астраханские и сибирские. Татары составляют более половины населения Республики Татарстан (53,15 % по переписи 2010 года). Татарский язык относится к кыпчакской подгруппе тюркской группы алтайской семьи языков и делится на два диалекта: мишарский (западный) и казанский (средний).
В научном сообществе тюркский народ чувашей считают потомками волжских булгар. Проблему булгаро-чувашской этноязыковой преемственности в настоящее время можно считать решённой однозначно и положительно. По крайней мере, все тюркологи-компаративисты, вплотную занимавшиеся этой проблемой, в настоящее время признают чувашский язык единственным живым языком булгарской (или огурской) группы тюркских языков. Согласно поздней легенде, записанной в 1970 году Н. И. Егоровым, чувашский народ произошёл от богатыря Сувара, который вместе с Болгаром увидел плывущую по морю лодку с царевной Хунтеслу. Болгар выбрал лодку, а Сувар — то, что в лодке. По другой гипотезе, чуваши являются потомками племенного объединения савиров, откочевавших на север, известных по сообщению Ибн-Фадлана под именем сувазы и отказавшихся принять ислам вместе с другими суварами в 922 году по приказу Алмуша, что вынудило их уйти в леса со своим вождём Вирагом и дало начало формированию будущей чувашской народности.

#### Башкиры
Башки́ры (баш. башҡорттар; самоназвание — башҡорт) — тюркский народ южного Урала, коренное население Башкортостана и одноимённой исторической области.
В Российской Федерации, по данным Всероссийской переписи населения 2010 года, проживает 1 584 554 башкира, из них 1 172 287 — в Республике Башкортостан.
В истории формирования башкирских племен выделяют семь историко-этнографических пластов:
1. древнебашкирский (бөрйән, уран, үҫәргән и др.),
2. ранний финно-угорско-самодийский (сызгы, терсяк, уваныш, упей и др.),
3. булгаро-мадьярский (буляр, танып, юрматы еней, кесе и др.),
4. огузо-кыпчакский (айле и др.),
5. кыпчакский (канлы, кошсы, кыпсак, мин, табын, телеү, гирей и др.),
6. ногайский (ногай-бурзян, ногай-юрматы и др.),
7. пласт, связанный с этническим взаимодействием с народами Волго-Уральского региона и Средней Азии (казахи, мишари, татары и др.)

#### Ногайцы
Ногайцы, нога́и — тюркский народ на Северном Кавказе, на юге Нижнего Поволжья, в Крыму, а также в Северном Причерноморье (до середины XIX века), в степях между Волгой и Яиком (Уралом) (до середины XVI века) и на западе нынешнего Казахстана (до конца XV — начала XVI века: на северо-востоке — до Западно-Сибирской низменности, на северо-западе их кочевья доходили до Казанского ханства, на юго-западе — до Приаралья и севера Прикаспия).

#### Крымские народы
Крымские кыпчаки (половцы), являющиеся предками крымских татар, в качестве самоназвания использовали этноним «татары» (полов. tatarlar), подтверждением чему является известный письменный источник куманского языка — Кодекс Куманикус, созданный в Крыму на языке, очень близком к современному крымско-татарскому языку. Крымские ханы в своих титулах также обозначали себя «великим падишахом всех татар» (крымскотат. barça (böten) tatarnıñ uluğ padişahı). Крымские татары являются потомками причерноморских западных кыпчаков, а также, отчасти, иных тюркских и нетюркских племён, населявших Восточную Европу. Крымские татары включают в себя три субэтноса: степные крымские татары, южнобережцы и горно-предгорные крымские татары.

#### Якуты
Согласно распространённой гипотезе, предками современных якутов является кочевое племя курыканов, хуннского происхождения, жившее до XIV века в Забайкалье. В свою очередь, курыканы пришли в район озера Байкал из-за реки Енисей. Большинство учёных полагает, что в XII—-XIV веках н. э. якуты несколькими волнами мигрировали из области озера Байкал в бассейн Лены, Алдана и Вилюя, где они частично ассимилировали, а частично вытеснили эвенков (тунгусов) и юкагиров (одулов), живших здесь ранее.

#### Алтайцы
Другим тюркским народом Российской империи были алта́йцы — коренной народ Алтая, включавшие в себя также такие этнические группы как: телеуты, теленгиты (телесы), кумандинцы и тубалары. В настоящее время проживают главным образом в Республике Алтай.

#### Хакасы
Одним из тюркских народов Российской империи были хакасы, ныне живущие в Республике Хакасия и частично в Ачинском районе Красноярского края. Одним из этнических компонентов в сложении хакасов как этноса являются енисейские кыргызы, упоминаемые, главным образом, в китайских источниках под различными этнонимами: гэгунь в 201 г. до н. э., хэгу в составе племен теле в V в., цигу в VI в., хягас в IX в., в VIII в. енисейские кыргызы упоминаются в древнетюркских и мусульманских источниках, ещё раньше (в VI в.) — в византийских. В 1604—1703 гг. государство енисейских кыргызов упоминается в русских источниках («Киргизская землица»), оно тогда подразделялось на 4 владения (улуса), в рамках которых формировались этнические группы современных хакасов. Делились на 5 родоплеменных групп: качинцев, сагайцев, бельтиров, койбалов и кызыльцев, внутри которых сохранилось деление на роды, или «кости» (сүйек). Эти группы добровольно вошли в состав Русского государства в течение XVII — начале XVIII веков.

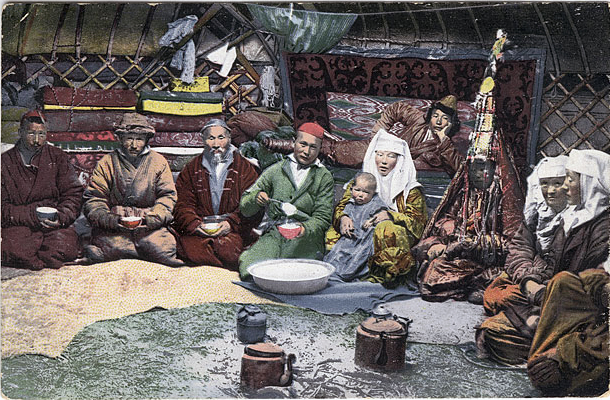
Казахская семья внутри юрты, 1911/1914

#### Казахи
Родо-племенная структура казахов состоит из трёх жузов: Старший жуз (каз. Ұлы Жүз), Средний жуз (каз. Орта жүз) и Младший жуз (каз. Кіші жүз). Жузы являлись специфической формой социально-политической организации казахской народности. О времени возникновения жузов, причинах их появления, о внутренней структуре общего мнения у учёных нет. Каждый жуз, включают определённые ответвления роды, которые в свою очередь состоят из более мелких родов. Кроме того имеются роды также входящие в казахскую структуру в процессе исторического этногенеза, находящегося вне жузовой классификации.

| Старший жуз: - Албан - Жалайыр - Дулат - Ошакты - Сары-уйсун - Сиргели - Суан - Шанышкылы - Канлы - Шакшам - Шапырашты - Ысты | Средний жуз: - Аргын - Керей - Конырат - Кыпшак - Найман - Уак - Таракты | Младший жуз: - Алимулы - Шекты - Шомекей - Торткара - Кете - Каракесек - Карасакал | - Жетыру - Табын - Жагалбайлы - Керейт - Тама - Телеу - Кердери - Рамадан | - Байулы - Адай - Байбакты - Берш - Таз - Шеркеш - Маскар - Тана - Кызылкурт - Алтын - Жаппас - Ысык - Есентемир - Алаша |

### Тюркское население Средней Азии в XVI—XIX веках

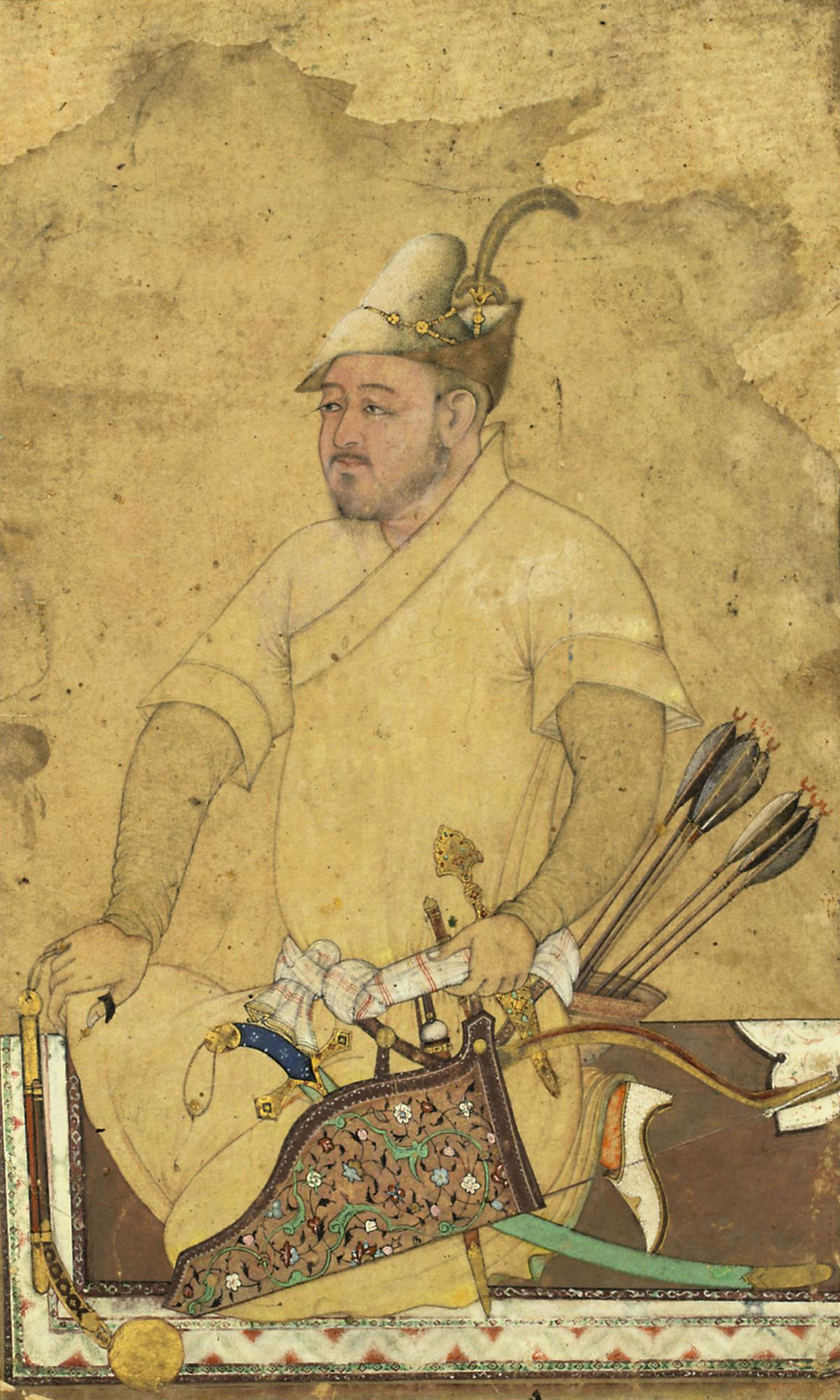
Тяжеловооружённый воин-узбек, около 1557—1564 годов

Предводитель полукочевых узбекских родов, основатель государства Шибанидов в Мавераннахре — Шейбани-хан внес свой вклад в развитие тюркского чагатайского языка. Он писал стихи под псевдонимом «Шибани». Диван стихов Шейбани-хана, написанный на среднеазиатском тюркском литературном языке в настоящее время хранится в фонде рукописей Топкапы в Стамбуле. Рукопись его философско-религиозного произведения: «Бахр ул-худо», написанное на среднеазиатском тюркском литературном языке в 1508 году находится в Лондоне. Шейбани-хан написал прозаическое сочинение под названием «Рисале-йи маариф-и Шейбани» на среднеазиатском тюркском — чагатайском (староузбекском) языке в 1507 г. вскоре после захвата им Хорасана и посвящено сыну, Мухаммаду Тимуру (рукопись хранится в Стамбуле).
В армянских источниках XVIII века прослеживается свое восприятие этнонимической картины Средней Азии, что отражается, например, в фиксации таких названий как: узбек и каракалпак
Узбекский поэт Турды, живший в Бухарском ханстве в XVII веке, призывал к объединению разобщённых узбекских племён:
- «Хоть народ наш разобщён, но ведь это все узбеки
- девяносто двух племён.
- Называемся мы разно, — кровь у всех одна —
- Мы один народ, и должен быть у нас один закон.
- Полы, рукава и ворот — это всё — один халат,
- Так един народ узбекский, да пребудет в мире он[276]».Во время правления шейбанида Суюнчходжа-хана и при его наследниках отмечается усиление роли узбекского языка в литературной жизни региона. По приказу Суюнчходжа-хана несколько сочинений были переведены с персидского языка на узбекский. Позже для его сына Науруз Ахмед-хана была переписана прекрасно оформленная рукопись «Бустан» персидского поэта Саади Ширази[277].

На староузбекском языке составлялись и официальные документы ташкентских удельных правителей. Образцы таких документов, к примеру ранее неизвестные документы из «Сборника ярлыков», хранятся до сих пор. Абдулла Насруллахи по поручению Суюнчходжа-хана написал своё историческое сочинение «Зубдат ал-асар» на староузбекском языке.
Узбекский поэт Суфи Аллаяр (1644−1721) из села Минглар (90 километров к западу от Самаркандa), происходил из узбекского рода утарчи. Знаменитое стихотворное произведение Суфи Аллаяра «Саботул ожизин» написанное на узбекском языке было посвящено суфийской философии стало позже учебным пособием для медресе Бухары, Коканда и Хивы. Произведение было много раз переиздано в Турции, Пакистане, Саудовской Аравии и России (Казани).
Мифические генеалогии и устные рассказы об узбеках и других народах Средней Азии нашли свое отражение в произведении узбекского историка, правителя Абулгази-хана (1603—1664), который известен как автор двух исторических сочинений на староузбекском языке: «Родословная туркмен» (закончена к 1661) и «Родословная тюрок». Они были напечатаны в Казани, 1852 г., и в Петербурге, 1871 г. Узбекский историк Хорезма Мунис Шермухаммад 1778—1829) был автором исторического труда «Райский сад счастья».
Исследователь Ч. Валиханов зафиксировал предания о 96 узбекских племенах, в число которых входили: минги, юзы и кырки. По его мнению они являлись потомками древних тюрков. В тимуридскую эпоху отдельные группы узбеков-мингов жили в Мавераннахре. В начале XVI века некоторые группы мингов входили в состав войска Шейбани-хана при походе из Дашти-Кипчака на Мавераннахр. Многочисленные письменные источники указывают на большую численность узбеков-мингов в XVI веке в Ферганской и Зеравшанской долинах, Джизаке, Ура-Тюбе. Беки Ура-Тюбе и Ургутa были из рода мингов. В бассейне Зеравшана узбеки-минги были также многочисленны. В XVIII веке узбекский род мингов стал правящей династией в Кокандском ханстве.
Самое раннее упоминание об узбекском племени кырк относится к XVI веку. По вопросу их происхождения существуют различные версии. Слово «кырк» исследователи производят от тюркского слова кырк — (сорок). Судя по их родовому составу можно предположить, что они представляли собой конгломерат потомков некоторых средневековых тюркоязычных племён. Согласно преданиям и данным источников, формирование кырков происходило после походов Чингисхана в Среднюю Азию. Кырки не упоминаются ни в составе орд Чингисхана, ни среди местных домонгольских тюркоязычных племён.
Самое раннее упоминание о юзах в составе узбекских племён Мавераннахра относится к XVI веку. Слово «юз» исследователи производят от тюркского слова юз — (сто). Судя по их родовому составу можно предположить, что они представляли собой конгломерат потомков некоторых средневековых тюркоязычных племён. Юзы не упоминаются ни в составе орд Чингисхана, ни среди местных домонгольских тюркоязычных племён. Юзы относятся к расе средниазиатского междуречья большой европеоидной расы с незначительной примесью монголоидных элементов.
По статистическим данным в 1887—1888 годах в Самаркандском уезде из 254195 населения узбеки составляли 186532 человек (то есть 73 % населения)
Каракалпаки до середины XVIII века жили по среднему и нижнему течению Сырдарьи. В середине XVIII века бо́льшая их часть переселилась на Жанадарью — южный рукав древней дельты Сырдарьи. Письменных источников, освещающих историю каракалпаков до XVI века, не обнаружено. Первые исторические сведения о них относятся к 1598 году. Видный историк-востоковед П. П. Иванов в одной из грамот Бухарского хана династии Шейбанидов — Абдуллы хана (1583—1598 годы) — нашёл перечисление оседлых, полуоседлых, кочевых народностей, проживающих в окрестностях города Сыгнака, среди которых упоминаются и каракалпаки. С тех пор известия о каракалпаках всё чаще встречаются в исторических источниках. К концу XVI века это была уже вполне сформировавшаяся народность. Одна из распространённых версий, основывающаяся на истории названий родов (шести арысов — Муйтен, Конграт, Кытай, Кыпшак, Кенегес, Мангыт), относит начало формирования каракалпакского этноса к выделению из Ногайской Орды после 1556 года Алтыульской Орды, крайнего юго-восточного участка владений Ногайской Орды, граничивший со Средней Азией во главе с Шейх Мамай-бием (дословно Орда Шести Сыновей).
После присоединения к России территорий Средней Азии, Казахского ханства, Кокандского ханства, Бухарский эмират и Хивинского ханства, Османская империя наряду с Макинским ханством (Северный Иран) и (Средняя Азия) оставались единственными тюркскими государствами.

## Тюркские государства на Кавказе в эпоху средневековья и ренессанса
Кумыки — тюркоязычный народ Кавказа, происхождения которого большинство исследователей связывают с хазарами. После исчезновения Хазар с политической арены на Кавказе, основывают ряд своих государственных образований в регионе Каспия и Кумыкской плоскости :
Джидан — раннефеодальное государство, упоминаемое арабскими авторами в X веке. Историками признается прямым наследником Хазарского каганата и царства гуннов в Дагестане. Первая кумыкская государственность. Царство Джидан являлось самым могущественным образованием на северо-восточном Кавказе после перемещения основных пределов Хазарского каганата на Волгу и Дон. Столицей Джидана по некоторым данным был город Семендер.
Тарковское шамхальство (Шаухальство, Шевкальство, кум. Таргъу Шавхаллыкъ, Шавхаллыкъ) — кумыкское феодальное государство, сформировавшееся на территории, где этническую основу составляли кумыки. Включало территории современного Дагестана и прилегающих областей, со столицей в древнем городе Тарки.После завоевания Российской империей имело статус феодального образования. Упразднено в 1867 году, а его территория вошла в состав новообразованной Дагестанской области.

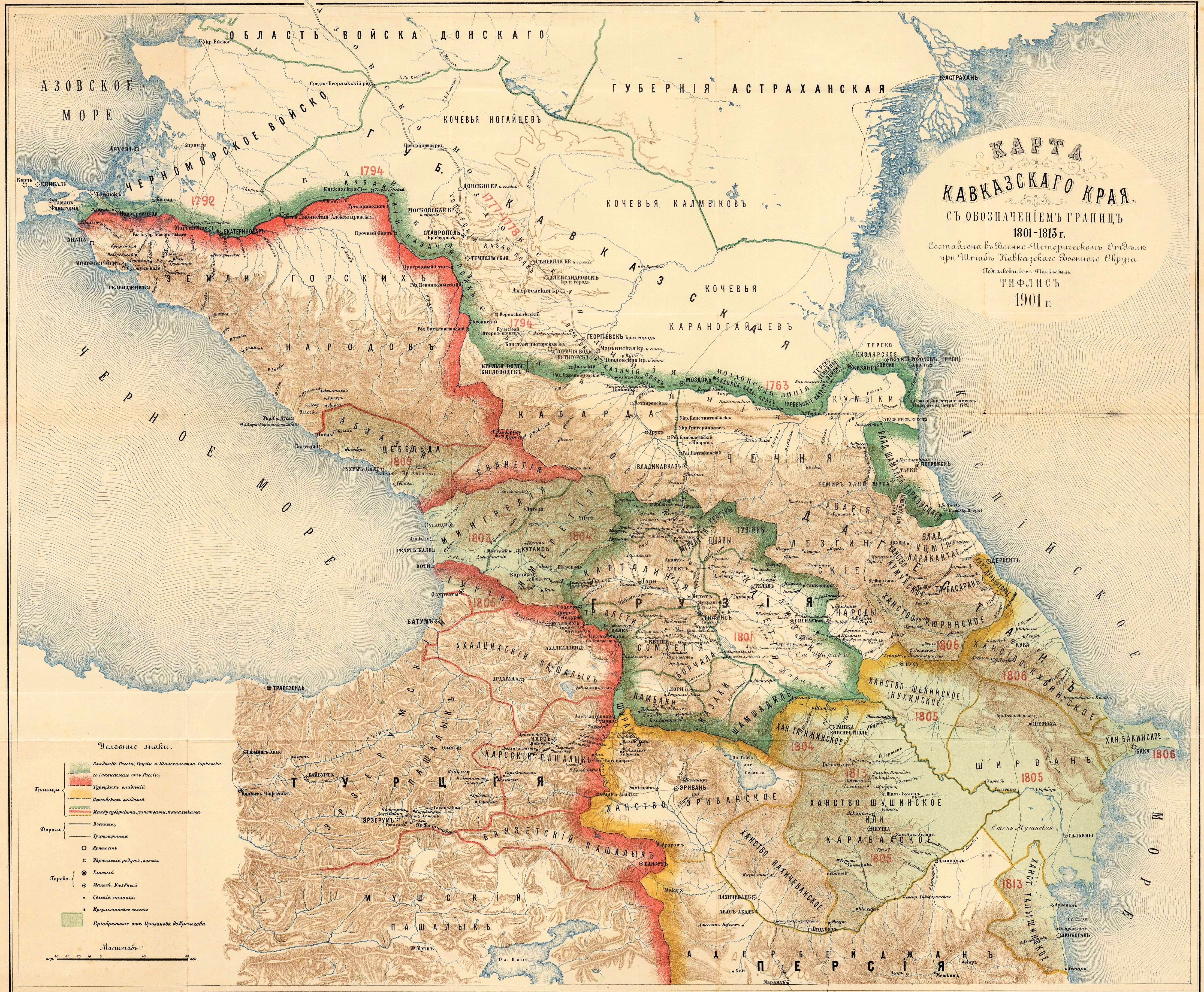
Карта Кавказа в начале XIX века

Тарковское шамхальство в определённое время включало вассальные территории от Каспийского моря до Кабарды и Балкарии на севере (ещё до прихода кабардинцев в центральную часть Северного Кавказа), и до Шемахи на юге. Шамхалы Тарковские долгое время носили титул «валиев Дагестана». Более известные как Тарковские шамхалы.
На протяжении короткого отрезка времени в конце XVI века Тарковское шамхальство официально входило в Османскую империю. С того же XVI века начинает фигурировать в российских архивах, как главная цель и первое препятствие для покорения восточной части Северного Кавказа.
Географически территории части ныне несуществующего Шаухальства часто называются Кумыкией, несмотря на то что сегодня входят в различные регионы Северного Кавказа.
В начале XVII века кумыкское Тарковское шамхальство разделилось на несколько самостоятельных владений:
Буйнакское владение (кум. Бойнакъ бийлик) — кумыкское государственное образование, возникшее в XVI веке. Первым выделилось при распаде Тарковского шамхальства., образовав небольшое феодальное образование с резиденцией ярым-шаухала (или по-другому крым-шаухала) со столицей в Бойнак (Буйнак). Титут ярым-шаухала носил наследник шамхальского престола (схоже с титулом принца Уэльского в Великобритании). В источниках также фигурирует как Бойнакское и бийлик, бийликство, княжество, а также иногда ассоциировалось с главным селением и называлось просто Бойнаки, Буйнаки.
Владение включало территории от самого селения Бойнак до границ Кайтагского уцмийства на юге, и граничило с Акуша-Дарго на юго-западе, Мехтулинским владением на западе, и Тарковским шамхальством на севере, протянувшись от реки Манасозень на севере до реки Оросай-Булак на юге.. Ликвидировано в XIX веке.
Утамышский султанат (кум. Оьтемиш солтанлыкъ) — кумыкское феодальное владение, со столицей в городе Утамыш. Упоминается владение зачастую в русских источниках в ходе упорного сопротивления экспансии Российской Империи в 1722 году. Разгромлено в ходе Персидского похода Петра I (1722 год).
Брагунское княжество, владение (кум. Борагъан бийлик) — кумыкское феодальное владение с центром в селении Брагуны, располагавшееся на части территорий современных Грозненского и Гудермесского районов Чечни у места слияния рек Терек и Сунжа. Ликвидировано в 1860-е годы.
Мехтулинское ханство (кум. Магьтулу бийлик, Жюнгютей бийлик, позже кум. Жюнгютей ханлыкъ, также Вилайат Жюнгютей) — кумыкское государственное образование со столицей в Дженгутае, существовавшее в XVII—XIX веках на территории современного Дагестана. Состояло из 13 аулов, расположенных в бассейне реки Манас.
Мехтулинское ханство образовалось в XVII веке при распаде Тарковского шамхальства. Название его произошло от имени его основателя — Кара-Мехти, который, согласно источникам происходил из дома Тарковских шамхалов.
Основное население ханства составляли кумыки. Ликвидировано в 1867 году и отнесено к новой Дагестанской области.
Эндиреевское княжество (кум. Эндирей бийлик) — кумыкское государственное образование, созданное представителем кумыкской династии шамхалов Султан-Мутом Эндиреевским в начале XVII веке. Появилось в результате междоусобий после смерти Кумыкского шамхала Тарковского Чопана. Его младший сын Султан-Мут отделяется от Тарковского шамхальсва, основывая новое владение со столицей в Эндирее.
Эндиреевские владетели совершали походы в Кабарду, боролись против терских казаков и калмыков, вели самостоятельные дипломатические игры с Османской империей, Ираном и Русским Царством.
В середине XVII в. Эндиреевское владение пережило период своего расцвета, в этот период ему подчинялись Салатавия, чеченские общества и князья Малой Кабарды
15—17 мая 1638 года в Эндирее произошло событие, не имеющее аналогов в истории Северного Кавказа. Между кумыкским шамхалом Айдемиром, сыном Солтан-Махмуда с одной стороны и послами голштинского герцога Фридриха III Филиппом Крузенштерном и Отто Брюггеманом с другой, был заключён договор о долгосрочном экономическом сотрудничестве Кумыкии и Голштинии. Договор оформил секретарь посольства Адам Олеарий.
Эндирей считался большим городом, культурную традицию которого высоко оценивал посетивший его Эвлия Челеби. Он в частности применил к нему следующие эпитеты: «стольный город падишаха Дагестана», «город древний, средоточие мудрых, источник совершенств, обитель поэтов и умиротворённых», его учёные обладают мудростью арабов и великими знаниями". По его словам: «Искусные врачи и спускающие (дурную) кровь хирурги (здесь) несравненны». Титул правителя города «уллу-бей-хан» (с кумыкского — великий-князь-хан). Население города и его окрестностей, Челеби назвал «племенем кумык». Позади города им была отмечена «крепость Эндери». В бывшей столице шамхальства по сообщению Челеби было похоронено 47 шамхал-ханов, в частности Мутемадуддин и Такиуддин-Хан. Кроме этого он сообщил о находившихся здесь могилах «святых Аллаха великих Эль-Хаджи Джема, Хаджи Ясави-Султана, Хаджи-Абдуллы Ташкенди». Турок также отмечает, что в Эндирее имелось 27 мечетей, из них 7 джума-мечетей, 3 медресе, 7 начальных школ.
Эндиреевские князья являлись активными инициаторами распространения Ислама, отправляя миссионеров по Кавказу.
После похода Петра 1 ослабло.
При внуках Султан-Мута от Эндиреевского владения выделяются Костековский и Аксаевский уделы, после чего Эндиреевское владение значительно сузилось, хотя и продолжало сохранять приоритетное положение в Терско-Сулакском междуречье.
В 1827 году Эндиреевское княжество было упразднено, на его месте был создан Кумыкский округ, вошедший состав Российской империи.
В конце XVII и в начале XVIII века от Эндиреевского владения откололись Костек и Старый Аксай, образовав мелкие кумыкские княжества, среди которых более влиятельным оказалось Аксаевское княжество.
Аксаевское княжество (кум. Яхсай бийлик)) — кумыкское государственное образование со столицей в Аксае (Яхсае), основанное в середине XVII века князем Алибеком — внуком знаменитого представителя династии Тарковских шамхалов Султан-Мута Эндиреевского. От кумыкского города Аксай зависели многие чеченские и аварские общества, а аксаевские владетели активно боролись за первенство среди северокумыкских княжеств.
Аксаевское княжество включало в себя земли по течению рек Терека, Аксая и Яман-Су до Каспийского моря. Помимо Аксая, княжеству подчинялись качкалыковцы (кумыки, смешавшиеся впоследствии с чеченцами), чеченцы и часть аварских обществ. Также имелись отдельные общества, которые выплачивали дань кумыкским князьям Аксая (или Яхсая) и были им подвластны, как например Андийцы.
Помимо Аксая, насчитывающего во второй половине XVIII в. около 1200 дворов, местным бекам, согласно данным Д. Ф. Еропкина, принадлежали селения Сику, Нуям берды, Апонгур, Кошкельди, Наурус, Буртунай.
Аксаевские князья в русских источниках известны в сопротивлении с другими кумыкскими князьями Засулакской Кумыкии за право владением всей Кумыкие.
Аксаевское княжество упразднено в 1827 году.
Эрпелинское княжество — кумыкское государственное образование со столицей в Эрпели. Было одним из кумыкских феодальных владений в Дагестане, существовавшее в период с XVI по XIX века.

## Тюркские народы Китая
Крупнейшим тюркским и вторым после хуэй (дунгане) мусульманским народом в Китае являются уйгуры. Основная территория расселения северо-западная часть КНР (Восточный Туркестан или Синьцзян-Уйгурский автономный район) и приграничные районы Казахстана и Киргизии. Согласно официальным китайским данным численность уйгуров в КНР составляет приблизительно 11 миллионов человек. Подавляющая часть уйгуров проживает в Восточном Туркестане/СУАР, где они являются крупнейшим народом, составляя 45 % населения региона, также небольшие общины проживают в крупных городах восточной части Китая. Небольшой анклав уйгуров численностью около 7 тысяч человек имеется также в провинции Хунань, на юго-востоке КНР, где они проживают уже несколько столетий.
Одним из тюркских народов Китая являются салары. Они потомки туркменского племени салыр; живут в Сюньхуа-Саларском автономном районе и других районах провинции Цинхай, а также в провинциях Ганьсу и Синьцзян. Численность — 104 503 человек (перепись, 2000). Саларский язык испытал значительное влияние китайского и тибетского языков; используемая в настоящее время письменность — на латинской основе.
Первые казахи перебрались на территорию Джунгарии в XVII—XVIII веках, когда большинство ойратов были уничтожены цинской армией в 1757 году. Кроме того множество казахов эмигрировало в Китай во время массового голода 1920—1930-х годов. Основная масса казахов проживает в СУАР (около 1,25 млн человек).

## Культура и мировоззрение
В период древности и средневековья складывались и преемственно закреплялись этнокультурные традиции, которые, имея зачастую различные истоки, постепенно формировали особенности, в той или иной мере присущие всем тюркоязычным этносам. Наиболее интенсивно формирование такого рода стереотипов происходило в древнетюркское время, то есть во второй половине I тыс. н. э.. Тогда определились оптимальные формы хозяйственной деятельности (кочевое и полукочевое скотоводство), в целом сложился хозяйственно-культурный тип (традиционное жилище и одежда, средства передвижения, пища, украшения и т. п.), приобрела известную завершенность духовная культура, социально-семейная организация, народная этика, изобразительное искусство и фольклор. Наивысшим культурным достижением стало создание собственной письменности, распространившейся со своей центральноазиатской родины (Монголия, Алтай, Верхний Енисей) до Подонья и Северного Кавказа.

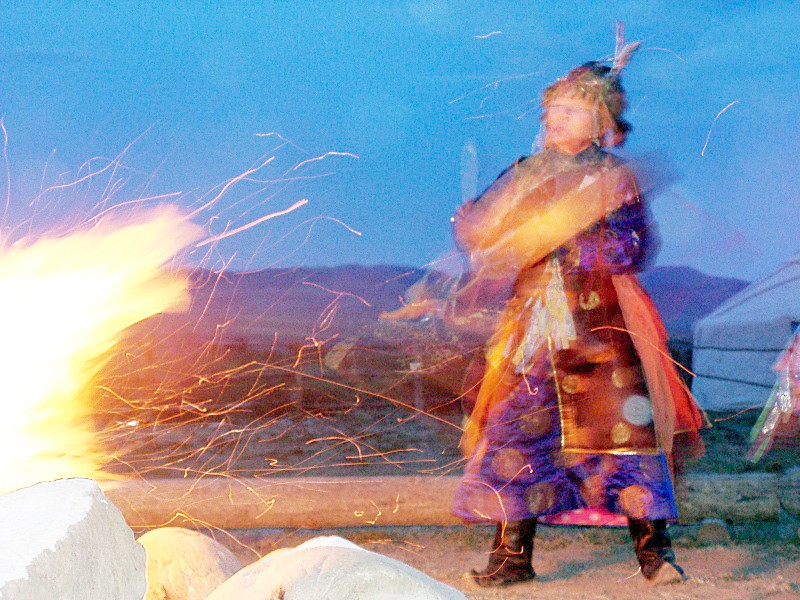
Шаман из Тывы во время церемонии

Религия древних тюрок основывалась на культе Неба — Тенгри, среди современных её обозначений выделяется условное название — тенгрианство. У тюрок не было представления об облике Тенгри. Согласно древним воззрениям мир разделён на 3 слоя:
- верхний (небо, мир Тенгри и Умай), изображался внешним крупным кругом;
- средний (земли и воды), изображался срединным квадратом;
- нижний (загробный мир), изображался внутренним малым кругом.

Считалось, что первоначально Небо и Земля были слиты, образуя хаос. Потом они разделились: сверху проявилось ясно-чистое Небо, внизу же оказалась бурая земля. Между ними возникли сыны человеческие. Данная версия упоминалась на стелах в честь Кюль-тегина (умер в 732 году) и Бильге-кагана (734).

Другая версия повествует об утке (утках). По хакасской версии: 

сначала была утка; сделав другую товарищем, послала её за песком на дно реки; та трижды приносит и отдает первой; в третий раз часть песка оставила у себя во рту, эта часть стала камнями; первая утка рассеяла песок, толкла девять дней, земля выросла; горы выросли после того, как посыльная утка выплюнула изо рта камни; из-за этого первая отказывается дать ей земли; соглашается дать землю размером с трость; посыльная протыкает дыру в земле, уходит в неё; первая утка (теперь Бог) творит из земли мужчину, из его ребра женщину, дает им скот; вторая утка — Эрлик-хан.

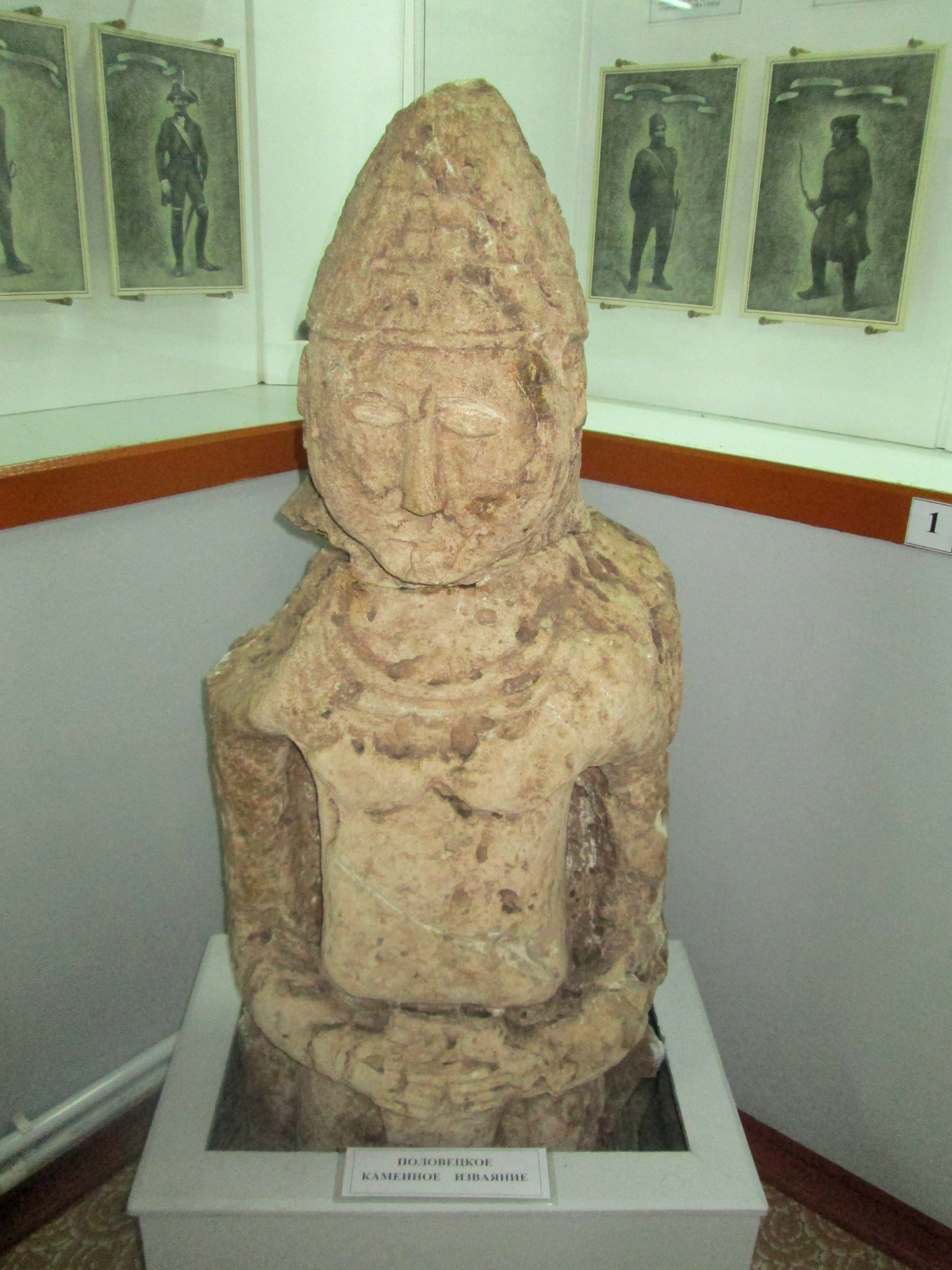
Половецкое каменное изваяние

Эрлик — бог пустого и холодного загробного мира. Его представляли трёхглазым быкоголовым существом. Один его глаз видел прошлое, второй — настоящее, третий — будущее. В его дворце томились «души». Он посылал беды, ненастья, тьму и вестников смерти.
Жена Тенгри — богиня женских ремёсел, матерей и рожениц — Умай. В тюркских языках и по сей день сохранились слова с корнем «умай». Многие из них значат «пуповина», «женские органы деторождения».
Покровителем земли называли божество Ыдык-Джер-Суг (Священная Земля-Вода).
Кудай (обладающий Кут(ом)) или Худай, — верховный бог в тюркской мифологии.
Существовал и культ волка: многие тюркские народы и сейчас сохранили легенды о том, что ведут происхождение от этого хищника. Культ частично сохранялся даже у тех народов, которые приняли иную веру. Изображения волка существовали в символике многих тюркских государств. Изображение волка также присутствует на национальном флаге гагаузов.
В тюркских мифических преданиях, легендах и сказках, а также в поверьях, обычаях, обрядах и народных праздниках волк выступает как тотемический предок-прародитель, покровитель и защитник.

## Тюркские племена и роды
- Адай
- Агашери
- Айрумы
- Алаша
- Албан
- Алпаут
- Алты чуб
- Алшын
- Аргын
- Афшары
- Барсилы
- Барсхан (племя)
- Барыны
- Басмылы
- Бахарлу
- Баяты
- Берш (казахский род)
- Бозок (союз огузских племён)
- Бугу
- Булгары
- Варсак
- Гунны
- Гуены
- Десятистрельные тюрки
- Динлины
- Древние уйгуры
- Дашти-кипчакские узбеки
- Дулаты
- Дулу
- Енисейские кыргызы
- Жалайыр
- Жетиген
- Зулькадары
- Ивэ
- Иштяк
- Коныраты
- Кавары
- Каджары
- Кайи
- Кенгерли
- Кереи
- Канлы
- Карлуки
- Карапапахи
- Кырки
- Локайцы
- Найманы
- Ногаи
- Нушиби
- Огузы
- Оногуры
- Падары
- Печенеги
- Половцы
- Теле
- Тюркюты
- Румлу
- Кыпчаки
- Кытай
- Туркоман
- Туркоманы
- Уйсуни
- Савиры
- Сарыбагыш
- Сиргели
- Суаны
- Тюргеши
- Уак
- Узы
- Устаджлы
- Хазары
- Халаджи
- Ходжа
- Черик
- Чубань
- Чуми
- Шахсевены
- Ширины
- Эскелы
- Юзы

## Современные тюркские народы

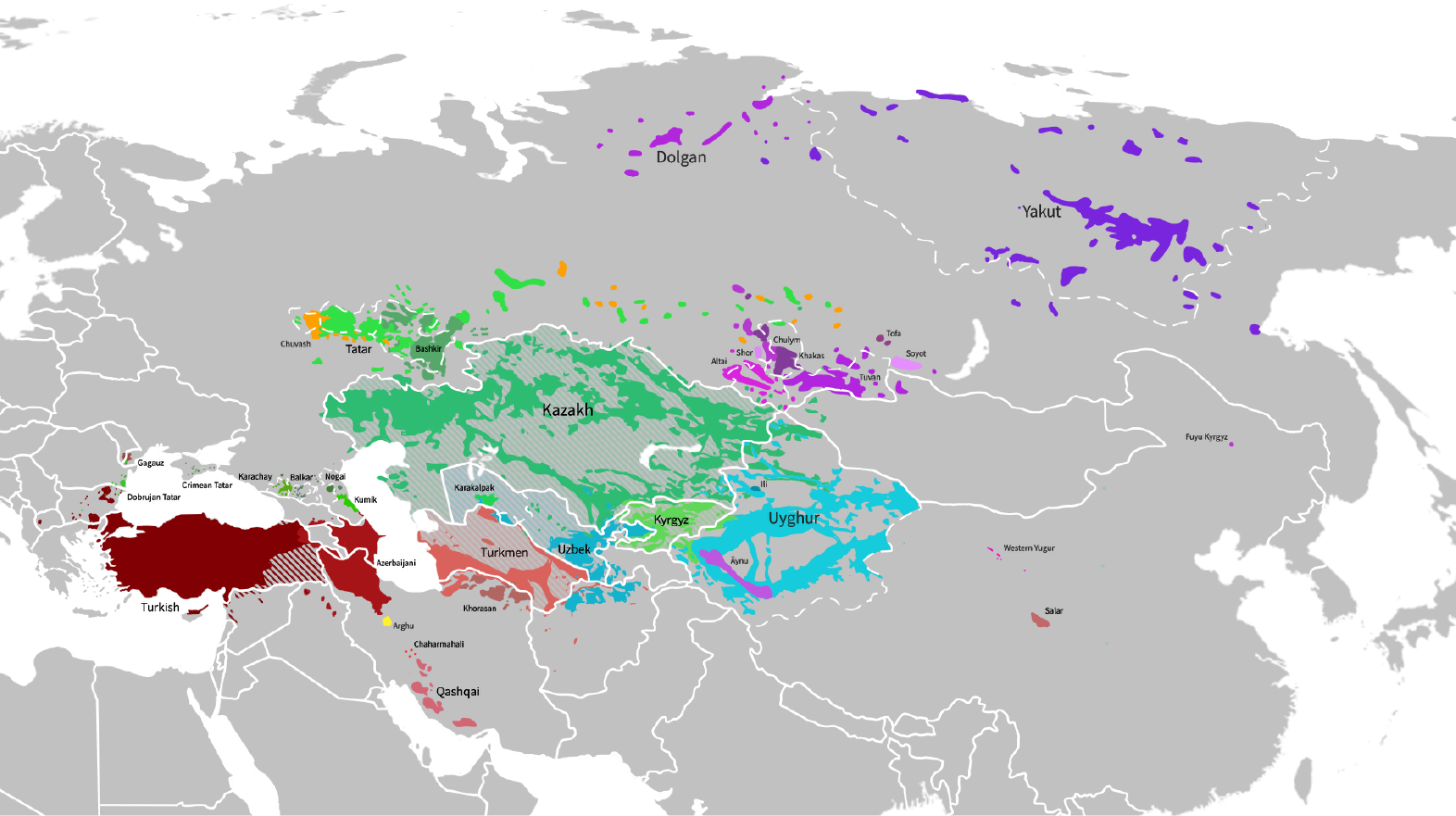
Распространение тюркских народов

Флаг стран Организации тюркских государств

Список тюркских народов составлен в порядке убывания численности. К национально-государственным образованиям народа относятся только те, в которых его национальный язык имеет статус официального. Религии названы только традиционные для того или иного этноса.
| Наименование народа      | Оценочная численность | Национально-государственные образования | Вероисповедание                                        |
| ------------------------ | --------------------- | --- | ------------------------------------------------------ |
| Турки                    | 65-70 млн             | Турция; Кипр; Северный Кипр | Ислам (суннизм), алавизм, алевизм                      |
| Узбеки                   | 37 млн                | Узбекистан | Ислам (суннизм)                                        |
| Азербайджанцы            | 30 млн                | Азербайджан, в том числе Нахичеванская Автономная Республика; Дагестан (Россия); Иран, в том числе Западный Азербайджан, Восточный Азербайджан, Ардебиль, Зенджан | Ислам (шиизм, суннизм)                                 |
| Казахи                   | 16,5 млн              | Казахстан; Или-Казахский автономный округ, Баркёль-Казахский автономный уезд, Моры-Казахский автономный уезд, Аксай-Казахский автономный уезд (Китай)             | Ислам (суннизм)                                        |
| Уйгуры                   | 12,3 млн              | Синьцзян-Уйгурский автономный район (Китай) | Ислам (суннизм)                                        |
| Туркмены                 | 8 млн                 | Туркменистан | Ислам (суннизм)                                        |
| Киргизы                  | 6 млн                 | Кыргызстан; Кызылсу-Киргизский автономный округ (Китай) | Ислам (суннизм)                                        |
| Татары                   | 5,7 млн               | Татарстан (Россия) · Дацюань-Татарская национальная волость (Китай)                                                                                               | Ислам (суннизм), христианство (православие)            |
| Кашкайцы                 | 1,7 млн               | нет | Ислам (шиизм)                                          |
| Башкиры                  | 1,7 млн               | Башкортостан (Россия) | Ислам (суннизм)                                        |
| Чуваши                   | 1,1 млн               | Чувашия (Россия) | Христианство (православие), традиционная религия (тӗн) |
| Каракалпаки              | 0,9 млн               | Каракалпакстан (Узбекистан) | Ислам (суннизм)                                        |
| Иракские туркмены        | 0,6 млн               | нет | Ислам (суннизм)                                        |
| Кумыки                   | 0,6 млн (2021)        | Дагестан, Северная Осетия, Чечня (Россия) | Ислам (суннизм)                                        |
| Крымские татары          | 0,5 млн — 1 млн       | Крым | Ислам (суннизм)                                        |
| Якуты                    | 0,5 млн               | Якутия (Россия) | Тенгрианство, шаманизм, христианство (православие)     |
| Хорасанские тюрки        | 0,5 млн               | Хорасан-Резави, Северный Хорасан, Голестан (Иран) | Ислам (шиизм)                                          |
| Турки-месхетинцы         | 425 тыс.              | нет | Ислам (суннизм)                                        |
| Чехармехальские тюрки    | 390 тыс.              | Чехармехаль и Бахтиария (Иран) | Ислам (шиизм)                                          |
| Карапапахи               | 300 тыс.              | нет | Ислам (алевизм, суннизм)                               |
| Гаджалы                  | 300 тыс.              | нет | Ислам (шиизм, суннизм)                                 |
| Карачаевцы               | 346 тыс.              | Карачаево-Черкесия (Россия) | Ислам (суннизм)                                        |
| Тувинцы                  | 273,1 тыс.            | Тыва (Россия) | Тибетский буддизм, шаманизм                            |
| Кызылбаши                | 265 тыс. (?)          | нет | Ислам (шиизм)                                          |
| Сирийские туркмены       | 200 тыс. (?)          | нет | Ислам (суннизм, шиизм)                                 |
| Гагаузы                  | 177,1 тыс.            | Гагаузия (Молдавия) | Христианство (православие)                             |
| Ногайцы                  | 125 тыс.              | Дагестан Карачаево-Черкесия (Россия), Румыния, Турция | Ислам (суннизм)                                        |
| Балкарцы                 | 112,9 тыс.            | Кабардино-Балкария (Россия) | Ислам (суннизм)                                        |
| Салары                   | 104,5 тыс.            | Сюньхуа-Саларский автономный уезд, Цзишишань-Баоань-Дунсян-Саларский автономный уезд (Китай)                                                                      | Ислам (суннизм), тибетский буддизм                     |
| Хакасы                   | 75 тыс.               | Хакасия (Россия) | Христианство (православие), шаманизм, тенгрианство     |
| Алтайцы                  | 70,8 тыс.             | Республика Алтай (Россия) | Бурханизм, шаманизм, христианство (православие)        |
| Халаджи                  | 42 тыс.               | нет | Ислам (шиизм)                                          |
| Эйну                     | 30 тыс. (?)           | нет | Алевизм                                                |
| Югуры                    | 13,7 тыс.             | Сунань-Югурский автономный уезд (Китай) | Тибетский буддизм, шаманизм                            |
| Польско-литовские татары | 13 тыс.               | нет | Ислам (суннизм)                                        |
| Ставропольские туркмены  | 13 тыс.               | нет | Ислам (суннизм)                                        |
| Хотоны                   | 11 тыс.               | нет | Ислам (суннизм), тибетский буддизм                     |
| Шорцы                    | 10,5 тыс.             | нет | Христианство (православие), тенгрианство, шаманизм     |
| Долганы                  | 8,1 тыс.              | Анабарский национальный (долгано-эвенкийский) улус, Таймырский Долгано-Ненецкий район (Россия)                                                                    | Тенгрианство, шаманизм, христианство (православие)     |
| Сойоты                   | 4,3 тыс.              | нет | Буддизм, шаманизм                                      |
| Тубалары                 | 3,6 тыс.              | нет | Бурханизм, шаманизм, христианство (православие)        |
| Кумандинцы               | 2,9 тыс.              | нет | Христианство (православие), шаманизм, тенгрианство     |
| Теленгиты                | 2,7 тыс.              | нет | Бурханизм, шаманизм, христианство (православие)        |
| Телеуты                  | 2,2 тыс.              | нет | Христианство (православие), шаманизм, тенгрианство     |
| Караимы                  | 2 тыс.                | нет | Караимизм                                              |
| Астраханские татары      | 2 тыс.                | нет | Ислам (суннизм)                                        |
| Фуюйские кыргызы         | 1,4 тыс.              | нет | Буддизм                                                |
| Крымчаки                 | 1 тыс.                | нет | Иудаизм                                                |
| Челканцы                 | 855 чел.              | нет | Бурханизм, шаманизм, христианство (православие)        |
| Тофалары                 | 800 чел.              | нет | Шаманизм, христианство (православие)                   |
| Чулымцы                  | 355 чел.              | нет | Христианство (православие)                             |
| Цаатаны                  | 282 чел.              | нет | Шаманизм, тибетский буддизм                            |
| Или-тюрки                | 177 чел.              | нет | Ислам (суннизм)                                        |

## Тюрки в филателии

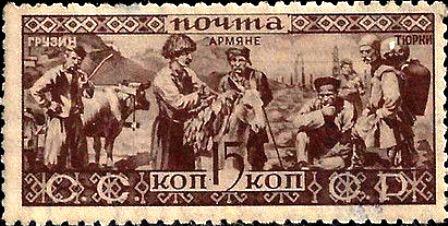
Почтовая марка СССР, 1933. Этническая однолетняя серия почтовых марок СССР с разными датами выпуска посвящена различным расам, проживавших на территории СССР

В 1933 году в СССР была выпущена этнографическая серия почтовых марок «Народы СССР». Одна из марок посвящена тюркам.